# UEFA Nations League 2020/21/Liga C
Die Liga C der UEFA Nations League 2020/21 war die zweite Austragung der dritthöchsten Division innerhalb dieses Wettbewerbs. Sie begann am 3. September 2020 mit den Spielen der Gruppe 3 und endete am 18. November 2020.
In der Liga C traten 16 Mannschaften in vier Vierergruppen an. Die Gruppensieger (Montenegro, Armenien, Slowenien und Albanien) stiegen in die Liga B auf, die Gruppenletzten (Zypern, Estland, Moldau und Kasachstan) ermitteln in Play-outs mit Hin- und Rückspiel, welche im März 2022 ausgetragen werden, zwei Absteiger in die Liga D.

## Gruppe 1
| Pl. | Land          | Sp. | S | U | N | Tore    | Diff. | Punkte |
| --- | ------------- | --- | - | - | - | ------- | ----- | ------ |
| 1.  | Montenegro    | 6   | 4 | 1 | 1 | 010:200 | +8    | 13     |
| 2.  | Luxemburg     | 6   | 3 | 1 | 2 | 007:500 | +2    | 10     |
| 3.  | Aserbaidschan | 6   | 1 | 3 | 2 | 002:400 | −2    | 06     |
| 4.  | Zypern        | 6   | 1 | 1 | 4 | 002:100 | −8    | 04     |

### Aserbaidschan – Luxemburg 1:2 (1:0)
| Aserbaidschan                                                             | Aserbaidschan | Luxemburg | Luxemburg |
| ------------------------------------------------------------------------- | --- | --- | --------- |
| Aserbaidschan                                                             | \| 1. Spieltag \| \| 5. September 2020 um 21:00 Uhr (18:00 Uhr MESZ) in Baku (Nationalstadion) \| \| Schiedsrichter: Chris Kavanagh ( England) \| | \| 1. Spieltag \| \| 5. September 2020 um 21:00 Uhr (18:00 Uhr MESZ) in Baku (Nationalstadion) \| \| Schiedsrichter: Chris Kavanagh ( England) \| | Luxemburg |
| Aserbaidschan                                                             | Emil Balayev – Maksim Medvedev , Bədavi Hüseynov, Bəhlul Mustafazadə, Anton Krivotsyuk – Namiq Ələsgərov (67. Adil Nagiev), Elvin Camalov, Qara Qarayev, Təmkin Xəlilzadə (78. Araz Abdullayev) – Mahir Emreli, Ramil Şeydayev (58. Renat Dadashov) Cheftrainer: Gianni De Biasi ( Italien) | Anthony Moris – Laurent Jans , Lars Gerson, Vahid Selimovic, Dirk Carlson – Leandro Barreiro – Christopher Martins Pereira, Olivier Thill (59. Danel Sinani) – Vincent Thill (90. Aldin Skenderovic) – Gerson Rodrigues, Maurice John Deville (52. Stefano Bensi) Cheftrainer: Luc Holtz | Luxemburg |
| Aserbaidschan                                                             | 1:0 Şeydayev (43.) | 1:1 Krivotsyuk (48., Eigentor) 1:2 Rodrigues (72., Handelfmeter) | Luxemburg |
| Aserbaidschan                                                             | Xəlilzadə (63.), Nagiev (72.), Qarayev (90.+2') | | Luxemburg |
| Aserbaidschan                                                             | Emreli (25.) | | Luxemburg |
| 1. Spieltag                                                               | | |           |
| 5. September 2020 um 21:00 Uhr (18:00 Uhr MESZ) in Baku (Nationalstadion) | | |           |
| Schiedsrichter: Chris Kavanagh ( England)                                 | | |           |

### Zypern – Montenegro 0:2 (0:0)
| Zypern                                                                   | Zypern | Montenegro | Montenegro |
| ------------------------------------------------------------------------ | --- | --- | ---------- |
| Zypern                                                                   | \| 1. Spieltag \| \| 5. September 2020 um 19:00 Uhr (18:00 Uhr MESZ) in Nikosia (GSP-Stadion) \| \| Schiedsrichter: Harm Osmers ( Deutschland) \| | \| 1. Spieltag \| \| 5. September 2020 um 19:00 Uhr (18:00 Uhr MESZ) in Nikosia (GSP-Stadion) \| \| Schiedsrichter: Harm Osmers ( Deutschland) \| | Montenegro |
| Zypern                                                                   | Charalambos Kyriakidis – Minas Antoniou, Kostas Laifis, Andreas Karo, Christos Wheeler – Grigoris Kastanos, Ioannis Kousoulos, Marinos Tzioni (85. Andreas Avraam) – Ioannis Pittas, Dimitris Christofi (63. Loizos Loizou), Marios Ilia (78. Pieros Sotiriou) Cheftrainer: Johan Walem ( Belgien) | Milan Mijatović – Adam Marušić, Stefan Savić , Igor Vujačić, Momcilo Raspopović – Nebojša Kosović (57. Dino Islamović), Nikola Vukčević (75. Aleksandar Šćekić) – Aleksandar Boljević, Marko Bakić, Sead Hakšabanović – Fatos Bećiraj (46. Stevan Jovetić) Cheftrainer: Faruk Hadžibegić ( Bosnien und Herzegowina) | Montenegro |
| Zypern                                                                   | 0:1 Jovetić (60.) 0:2 Jovetić (73.) | | Montenegro |
| Zypern                                                                   | Antoniou (53.), Ilia (65.), Sotiriou (88.) | Bakić (33.), Savić (54.), Boljević (55.), Šćekić (90.+2') | Montenegro |
| 1. Spieltag                                                              | | |            |
| 5. September 2020 um 19:00 Uhr (18:00 Uhr MESZ) in Nikosia (GSP-Stadion) | | |            |
| Schiedsrichter: Harm Osmers ( Deutschland)                               | | |            |

### Zypern – Aserbaidschan 0:1 (0:1)
| Zypern                                                                   | Zypern | Aserbaidschan | Aserbaidschan |
| ------------------------------------------------------------------------ | --- | --- | ------------- |
| Zypern                                                                   | \| 2. Spieltag \| \| 8. September 2020 um 21:45 Uhr (20:45 Uhr MESZ) in Nikosia (GSP-Stadion) \| \| Schiedsrichter: Filip Glova ( Slowakei) \| | \| 2. Spieltag \| \| 8. September 2020 um 21:45 Uhr (20:45 Uhr MESZ) in Nikosia (GSP-Stadion) \| \| Schiedsrichter: Filip Glova ( Slowakei) \| | Aserbaidschan |
| Zypern                                                                   | Charalambos Kyriakidis – Charis Kyriakou, Andreas Karo, Kostas Laifis, Valentinos Sielis – Grigoris Kastanos (76. Matija Špoljarić), Ioannis Kousoulos (57. Chambos Kyriakou), Marinos Tzioni – Ioannis Pittas, Pieros Sotiriou, Dimitris Christofi (57. Loizos Loizou) Cheftrainer: Johan Walem ( Belgien) | Emil Balayev – Bədavi Hüseynov, Bəhlul Mustafazadə, Anton Krivotsyuk – Maksim Medvedev , Elvin Camalov (59. Coşqun Diniyev), Qara Qarayev, Abbas Hüseynov – Təmkin Xəlilzadə (64. Araz Abdullayev), Rəhim Sadıxov (77. Namiq Ələsgərov) – Ramil Şeydayev Cheftrainer: Gianni De Biasi ( Italien) | Aserbaidschan |
| Zypern                                                                   | 0:1 Medvedev (29.) | | Aserbaidschan |
| Zypern                                                                   | Sielis (57.) | A. Hüseynov (21.), Krivotsyuk (76.), B. Hüseynov (82.) | Aserbaidschan |
| 2. Spieltag                                                              | | |               |
| 8. September 2020 um 21:45 Uhr (20:45 Uhr MESZ) in Nikosia (GSP-Stadion) | | |               |
| Schiedsrichter: Filip Glova ( Slowakei)                                  | | |               |

### Luxemburg – Montenegro 0:1 (0:0)
| Luxemburg                                                          | Luxemburg | Montenegro | Montenegro |
| ------------------------------------------------------------------ | --- | --- | ---------- |
| Luxemburg                                                          | \| 2. Spieltag \| \| 8. September 2020 um 20:45 Uhr in Luxemburg (Josy-Barthel-Stadion) \| \| Schiedsrichter: Lawrence Visser ( Belgien) \|                                                                     | \| 2. Spieltag \| \| 8. September 2020 um 20:45 Uhr in Luxemburg (Josy-Barthel-Stadion) \| \| Schiedsrichter: Lawrence Visser ( Belgien) \| | Montenegro |
| Luxemburg                                                          | Anthony Moris – Laurent Jans , Vahid Selimovic, Lars Gerson, Dirk Carlson – Olivier Thill, Christopher Martins Pereira, Leandro Barreiro, Danel Sinani – Vincent Thill, Gerson Rodrigues Cheftrainer: Luc Holtz | Milan Mijatović – Adam Marušić, Stefan Savić, Igor Vujačić, Momcilo Raspopović – Nikola Vukčević – Nebojša Kosović, Sead Hakšabanović – Aleksandar Boljević (71. Marko Janković) – Dino Islamović (75. Fatos Bećiraj), Stevan Jovetić (62. Marko Bakić) Cheftrainer: Faruk Hadžibegić ( Bosnien und Herzegowina) | Montenegro |
| Luxemburg                                                          | 0:1 Bećiraj (90.+3, Foulelfmeter) | | Montenegro |
| Luxemburg                                                          | V. Thill (23.), Carlson (36.), Selimovic (80.), Jans (90.+3) | Raspopović (59.), Savić (87.) | Montenegro |
| Luxemburg                                                          | Martins Pereira (84.) | | Montenegro |
| 2. Spieltag                                                        | | |            |
| 8. September 2020 um 20:45 Uhr in Luxemburg (Josy-Barthel-Stadion) | | |            |
| Schiedsrichter: Lawrence Visser ( Belgien)                         | | |            |

### Luxemburg – Zypern 2:0 (2:0)
| Luxemburg                                                         | Luxemburg | Zypern | Zypern |
| ----------------------------------------------------------------- | --- | --- | ------ |
| Luxemburg                                                         | \| 3. Spieltag \| \| 10. Oktober 2020 um 15:00 Uhr in Luxemburg (Josy-Barthel-Stadion) \| \| Schiedsrichter: Don Robertson ( Schottland) \| | \| 3. Spieltag \| \| 10. Oktober 2020 um 15:00 Uhr in Luxemburg (Josy-Barthel-Stadion) \| \| Schiedsrichter: Don Robertson ( Schottland) \| | Zypern |
| Luxemburg                                                         | Anthony Moris – Lars Gerson, Vahid Selimovic (69. Marvin Martins), Dirk Carlson – Laurent Jans , Leandro Barreiro, Olivier Thill, Mica Pinto (68. Stefano Bensi) – Danel Sinani (79. Aldin Skenderovic) – Gerson Rodrigues, Vincent Thill Cheftrainer: Luc Holtz | Charalambos Kyriakidis – Ioannis Kousoulos, Andreas Karo (61. Alex Gogić), Kostas Laifis – Ioannis Pittas (75. Loizos Loizou), Kostakis Artymatas (75. Chambos Kyriakou), Grigoris Kastanos, Christos Wheeler (53. Thomas Ioannou) – Dimitris Christofi , Marinos Tzionis (46. Minas Antoniou) – Pieros Sotiriou Cheftrainer: Johan Walem ( Belgien) | Zypern |
| Luxemburg                                                         | 1:0 Sinani (12.) 2:0 Sinani (26.) | | Zypern |
| Luxemburg                                                         | Rodrigues (44.), Selimovic (51.) | Pittas (43.), Kastanos (44.) | Zypern |
| 3. Spieltag                                                       | | |        |
| 10. Oktober 2020 um 15:00 Uhr in Luxemburg (Josy-Barthel-Stadion) | | |        |
| Schiedsrichter: Don Robertson ( Schottland)                       | | |        |

### Montenegro – Aserbaidschan 2:0 (1:0)
| Montenegro                                                       | Montenegro | Aserbaidschan | Aserbaidschan |
| ---------------------------------------------------------------- | --- | --- | ------------- |
| Montenegro                                                       | \| 3. Spieltag \| \| 10. Oktober 2020 um 15:00 Uhr in Podgorica (Stadion pod Goricom) \| \| Schiedsrichter: Ricardo de Burgos Bengoetxea ( Spanien) \| | \| 3. Spieltag \| \| 10. Oktober 2020 um 15:00 Uhr in Podgorica (Stadion pod Goricom) \| \| Schiedsrichter: Ricardo de Burgos Bengoetxea ( Spanien) \| | Aserbaidschan |
| Montenegro                                                       | Milan Mijatović – Momcilo Raspopović, Igor Vujačić, Marko Simić, Risto Radunović – Nikola Vukčević (81. Miloš Raičković), Marko Bakić (63. Nebojša Kosović) – Sead Hakšabanović, Stevan Jovetić (81. Branislav Janković), Aleksandar Boljević (71. Igor Ivanović) – Dino Islamović (71. Fatos Bećiraj) Cheftrainer: Faruk Hadžibegić ( Bosnien und Herzegowina) | Emil Balayev – Maksim Medvedev (46. Azər Salahlı), Bəhlul Mustafazadə, Bədavi Hüseynov, Anton Krivotsyuk – Namiq Ələsgərov (79. Mirabdulla Abbasov), Qara Qarayev (60. Coşqun Diniyev), Elvin Camalov, Abbas Hüseynov – Ali Ghorbani (60. Ramil Şeydayev), Rəhim Sadıxov (60. Rəhman Hacıyev) Cheftrainer: Gianni De Biasi ( Italien) | Aserbaidschan |
| Montenegro                                                       | 1:0 Jovetić (9.) 2:0 Ivanović (71.) | | Aserbaidschan |
| Montenegro                                                       | Bakić (62.), Boljević (63.) | Hüseynov (41.), Ələsgərov (64.), Diniyev (90.+6) | Aserbaidschan |
| 3. Spieltag                                                      | | |               |
| 10. Oktober 2020 um 15:00 Uhr in Podgorica (Stadion pod Goricom) | | |               |
| Schiedsrichter: Ricardo de Burgos Bengoetxea ( Spanien)          | | |               |

### Aserbaidschan – Zypern 0:0
| Aserbaidschan                                            | Aserbaidschan | Zypern | Zypern |
| -------------------------------------------------------- | --- | --- | ------ |
| Aserbaidschan                                            | \| 4. Spieltag \| \| 13. Oktober 2020 um 18:00 Uhr in Elbasan (Elbasan Arena)[1] \| \| Schiedsrichter: Fran Jović ( Kroatien) \| | \| 4. Spieltag \| \| 13. Oktober 2020 um 18:00 Uhr in Elbasan (Elbasan Arena)[1] \| \| Schiedsrichter: Fran Jović ( Kroatien) \| | Zypern |
| Aserbaidschan                                            | Shakhrudin Magomedaliyev – Abbas Hüseynov, Elvin Bədəlov, Bəhlul Mustafazadə (71. Amin Seydiyev), Anton Krivotsyuk – Ismayıl İbrahimli (57. Coşqun Diniyev), Qara Qarayev , Vüqar Mustafayev, Azər Salahlı (57. Namiq Ələsgərov) – Rəhim Sadıxov (71. Rəhman Hacıyev), Ramil Şeydayev (81. Ali Ghorbani) Cheftrainer: Gianni De Biasi ( Italien) | Demetris Demetriou – Minas Antoniou, Andreas Karo, Kostas Laifis, Christos Wheeler – Charalambos Kyriakou (46. Panagiotis Zachariou), Kostakis Artymatas, Grigoris Kastanos – Dimitris Christofi (69. Loizos Loizou), Pieros Sotiriou (19. Ioannis Pittas), Marinos Tzioni (81. Ioannis Kousoulos) Cheftrainer: Johan Walem ( Belgien) | Zypern |
| Aserbaidschan                                            | Krivotsyuk (6.) | Karo (26.), Kyriakou (37.), Loizou (81.), Laifis (90.+4), Artymatas (90.+4) | Zypern |
| Aserbaidschan                                            | Demetriou hält Foulelfmeter von Qarayev. (27.) | | Zypern |
| 4. Spieltag                                              | | |        |
| 13. Oktober 2020 um 18:00 Uhr in Elbasan (Elbasan Arena) | | |        |
| Schiedsrichter: Fran Jović ( Kroatien)                   | | |        |

### Montenegro – Luxemburg 1:2 (1:1)
| Montenegro                                                       | Montenegro | Luxemburg | Luxemburg |
| ---------------------------------------------------------------- | --- | --- | --------- |
| Montenegro                                                       | \| 4. Spieltag \| \| 13. Oktober 2020 um 20:45 Uhr in Podgorica (Stadion pod Goricom) \| \| Schiedsrichter: Sascha Stegemann ( Deutschland) \| | \| 4. Spieltag \| \| 13. Oktober 2020 um 20:45 Uhr in Podgorica (Stadion pod Goricom) \| \| Schiedsrichter: Sascha Stegemann ( Deutschland) \| | Luxemburg |
| Montenegro                                                       | Milan Mijatović – Momcilo Raspopović (79. Marko Vukčević), Stefan Savić, Marko Simić, Risto Radunović – Nikola Vukčević – Igor Ivanović (86. Marko Janković), Nebojša Kosović (79. Aleksandar Šćekić), Stevan Jovetić , Sead Hakšabanović – Dino Islamović (66. Fatos Bećiraj) Cheftrainer: Faruk Hadžibegić ( Bosnien und Herzegowina) | Anthony Moris – Aldin Skenderovic, Laurent Jans , Lars Gerson, Dirk Carlson – Leandro Barreiro – Vincent Thill (58. Maurice John Deville), Danel Sinani (90.+3 Olivier Thill) – Edvin Muratovic (89. Marvin Martins), Mica Pinto – Gerson Rodrigues Cheftrainer: Luc Holtz | Luxemburg |
| Montenegro                                                       | 1:0 Ivanović (34.) | 1:1 Muratovic (42.) 1:2 Sinani (86.) | Luxemburg |
| Montenegro                                                       | Vukčević (27.), Ivanović (62.), Raspopović (75.) | Barreiro (18.) | Luxemburg |
| Montenegro                                                       | Simić (90.+4) | | Luxemburg |
| Montenegro                                                       | Janković (90.+4) | O. Thill (90.+4) | Luxemburg |
| 4. Spieltag                                                      | | |           |
| 13. Oktober 2020 um 20:45 Uhr in Podgorica (Stadion pod Goricom) | | |           |
| Schiedsrichter: Sascha Stegemann ( Deutschland)                  | | |           |

### Aserbaidschan – Montenegro 0:0
| Aserbaidschan                                                         | Aserbaidschan | Montenegro | Montenegro |
| --------------------------------------------------------------------- | --- | --- | ---------- |
| Aserbaidschan                                                         | \| 5. Spieltag \| \| 14. November 2020 um 18:00 Uhr in Zaprešić (Stadion Ivan Laljak-Ivić) \| \| Schiedsrichter: Sergei Iwanow ( Russland) \| | \| 5. Spieltag \| \| 14. November 2020 um 18:00 Uhr in Zaprešić (Stadion Ivan Laljak-Ivić) \| \| Schiedsrichter: Sergei Iwanow ( Russland) \| | Montenegro |
| Aserbaidschan                                                         | Shakhrudin Magomedaliyev – Maksim Medvedev , Elvin Bədəlov (67. Vüsal İsgəndərli), Bədavi Hüseynov, Azər Salahlı – Abbas Hüseynov (42. Amin Seydiyev), Qara Qarayev, Vüqar Mustafayev (46. Elvin Camalov), Rəhim Sadıxov (46. Ramil Şeydayev) – Tellur Mütəllimov (81. Xəyal Nəcəfov), Mahir Emreli Cheftrainer: Gianni De Biasi ( Italien) | Milan Mijatović – Adam Marušić, Aleksandar Šofranac, Igor Vujačić, Risto Radunović – Igor Ivanović, Aleksandar Šćekić (81. Vukan Savićević), Marko Bakić, Sead Hakšabanović – Stefan Mugoša (58. Aleksandar Boljević), Stevan Jovetić (90.+3 Dino Islamović) Cheftrainer: Faruk Hadžibegić ( Bosnien und Herzegowina) | Montenegro |
| Aserbaidschan                                                         | Mustafayev (23.), Medvedev (31.), Seydiyev (50.), B. Hüseynov (63.) | Boljević (75.) | Montenegro |
| Aserbaidschan                                                         | Ivanović (45.+2) | | Montenegro |
| 5. Spieltag                                                           | | |            |
| 14. November 2020 um 18:00 Uhr in Zaprešić (Stadion Ivan Laljak-Ivić) | | |            |
| Schiedsrichter: Sergei Iwanow ( Russland)                             | | |            |

### Zypern – Luxemburg 2:1 (1:1)
| Zypern                                                                  | Zypern | Luxemburg | Luxemburg |
| ----------------------------------------------------------------------- | --- | --- | --------- |
| Zypern                                                                  | \| 5. Spieltag \| \| 14. November 2020 um 19:00 Uhr (18:00 Uhr MEZ) in Nikosia (GSP-Stadion) \| \| Schiedsrichter: Mattias Gestranius ( Finnland) \| | \| 5. Spieltag \| \| 14. November 2020 um 19:00 Uhr (18:00 Uhr MEZ) in Nikosia (GSP-Stadion) \| \| Schiedsrichter: Mattias Gestranius ( Finnland) \|                                                                                           | Luxemburg |
| Zypern                                                                  | Demetris Demetriou – Minas Antoniou (82. Charis Kyriakou), Konstantinos Laifis, Christos Shelis, Nicholas Ioannou – Grigoris Kastanos (82. Vasilios Papafotis), Ioannis Kousoulos (62. Chambos Kyriakou), Kostakis Artymatas – Marinos Tzionis (62. Thomas Ioannou), Marios Ilia, Ioannis Pittas Cheftrainer: Johan Walem ( Belgien) | Anthony Moris – Laurent Jans , Lars Gerson, Vahid Selimovic, Dirk Carlson – Gerson Rodrigues, Danel Sinani, Leandro Barreiro, Mica Pinto – Edvin Muratovic (55. Aldin Skenderovic), Vincent Thill (70. Maurice Deville) Cheftrainer: Luc Holtz | Luxemburg |
| Zypern                                                                  | 1:1 Kastanos (34., Foulelfmeter) 2:1 Kastanos (71.) | 0:1 Kousoulos (5., Eigentor) | Luxemburg |
| Zypern                                                                  | Antoniou (1.), N. Ioannou (14.), Ilia (22.), Kousoulos (40.), T. Ioannou (79.) | Carlson (19.) | Luxemburg |
| Zypern                                                                  | Selimovic (33.) | | Luxemburg |
| 5. Spieltag                                                             | | |           |
| 14. November 2020 um 19:00 Uhr (18:00 Uhr MEZ) in Nikosia (GSP-Stadion) | | |           |
| Schiedsrichter: Mattias Gestranius ( Finnland)                          | | |           |

### Luxemburg – Aserbaidschan 0:0
| Luxemburg                                                          | Luxemburg | Aserbaidschan | Aserbaidschan |
| ------------------------------------------------------------------ | --- | --- | ------------- |
| Luxemburg                                                          | \| 6. Spieltag \| \| 17. November 2020 um 20:45 Uhr in Luxemburg (Josy-Barthel-Stadion) \| \| Schiedsrichter: Felix Zwayer ( Deutschland) \| | \| 6. Spieltag \| \| 17. November 2020 um 20:45 Uhr in Luxemburg (Josy-Barthel-Stadion) \| \| Schiedsrichter: Felix Zwayer ( Deutschland) \| | Aserbaidschan |
| Luxemburg                                                          | Ralph Schon – Aldin Skenderovic (90.+1 Florian Bohnert), Lars Gerson, Enes Mahmutovic – Laurent Jans , Leandro Barreiro, Danel Sinani, Mica Pinto – Vincent Thill (80. Sébastien Thill) – Maurice Deville (67. Stefano Bensi), Edvin Muratovic (90.+1 Marvin Martins) Cheftrainer: Luc Holtz | Shakhrudin Magomedaliyev – Amin Seydiyev, Bədavi Hüseynov (43. Şəhriyar Əliyev), Elvin Bədəlov, Anton Krivotsyuk – Tellur Mütəllimov (69. Vüqar Mustafayev), Ismayıl İbrahimli (85. Xəyal Nəcəfov), Qara Qarayev , Azər Salahlı – Mahir Emreli (85. Rəhim Sadıxov), Ramil Şeydayev Cheftrainer: Gianni De Biasi ( Italien) | Aserbaidschan |
| Luxemburg                                                          | Mahmutovic (31.), Gerson (69.), Barreiro (78.), Muratovic (88.) | Salahlı (22.), Seydiyev (47.), Magomedaliyev (90.+2) | Aserbaidschan |
| Luxemburg                                                          | Magomedaliyev hält Foulelfmeter von Sinani (45.+2) | | Aserbaidschan |
| 6. Spieltag                                                        | | |               |
| 17. November 2020 um 20:45 Uhr in Luxemburg (Josy-Barthel-Stadion) | | |               |
| Schiedsrichter: Felix Zwayer ( Deutschland)                        | | |               |

### Montenegro – Zypern 4:0 (3:0)
| Montenegro                                                        | Montenegro | Zypern | Zypern |
| ----------------------------------------------------------------- | --- | --- | ------ |
| Montenegro                                                        | \| 6. Spieltag \| \| 17. November 2020 um 20:45 Uhr in Podgorica (Stadion pod Goricom) \| \| Schiedsrichter: Eitan Shmuelevitz ( Israel) \| | \| 6. Spieltag \| \| 17. November 2020 um 20:45 Uhr in Podgorica (Stadion pod Goricom) \| \| Schiedsrichter: Eitan Shmuelevitz ( Israel) \| | Zypern |
| Montenegro                                                        | Milan Mijatović – Marko Vukčević, Igor Vujačić, Marko Simić, Adam Marušić – Aleksandar Boljević (71. Vladimir Jovović), Marko Bakić (60. Nebojša Kosović), Aleksandar Ščekić (71. Risto Radunović), Sead Hakšabanović – Stefan Mugoša (71. Dino Islamović), Stevan Jovetić (60. Vukan Savićević) Cheftrainer: Faruk Hadžibegić ( Bosnien und Herzegowina) | Demetris Demetriou – Charis Kyriakou, Konstantinos Laifis, Christos Shelis, Thomas Ioannou (65. Marinos Tzionis) – Andronikos Kakoullis (65. Alex Gogić), Kostakis Artymatas (46. Chambos Kyriakou), Grigoris Kastanos (85. Andreas Makris) – Ioannis Pittas, Ioannis Kousoulos (65. Loizos Loizou), Nicholas Ioannou Cheftrainer: Johan Walem ( Belgien) | Zypern |
| Montenegro                                                        | 1:0 Jovetić (14.) 2:0 Boljević (25.) 3:0 Boljević (28.) 4:0 Mugoša (60.) | | Zypern |
| Montenegro                                                        | Jovetić (14.), Bakić (48.), Vujačić (68.) | Kastanos (35.), Kousoulos (64.) | Zypern |
| 6. Spieltag                                                       | | |        |
| 17. November 2020 um 20:45 Uhr in Podgorica (Stadion pod Goricom) | | |        |
| Schiedsrichter: Eitan Shmuelevitz ( Israel)                       | | |        |

## Gruppe 2
| Pl. | Land           | Sp. | S | U | N | Tore    | Diff. | Punkte |
| --- | -------------- | --- | - | - | - | ------- | ----- | ------ |
| 1.  | Armenien       | 6   | 3 | 2 | 1 | 009:600 | +3    | 11     |
| 2.  | Nordmazedonien | 6   | 2 | 3 | 1 | 009:800 | +1    | 09     |
| 3.  | Georgien       | 6   | 1 | 4 | 1 | 006:600 | ±0    | 07     |
| 4.  | Estland        | 6   | 0 | 3 | 3 | 005:900 | −4    | 03     |

### Nordmazedonien – Armenien 2:1 (2:0)
| Nordmazedonien                                                | Nordmazedonien | Armenien | Armenien |
| ------------------------------------------------------------- | --- | --- | -------- |
| Nordmazedonien                                                | \| 1. Spieltag \| \| 5. September 2020 um 15:00 Uhr in Skopje (Toše-Proeski-Arena) \| \| Schiedsrichter: Irfan Peljto ( Bosnien und Herzegowina) \| | \| 1. Spieltag \| \| 5. September 2020 um 15:00 Uhr in Skopje (Toše-Proeski-Arena) \| \| Schiedsrichter: Irfan Peljto ( Bosnien und Herzegowina) \| | Armenien |
| Nordmazedonien                                                | Damjan Šiškovski – Stefan Ristovski , Darko Velkoski, Visar Musliu, Kire Ristevski (71. Stefan Spirovski) – Boban Nikolov (75. Aleksandar Trajkovski), Arijan Ademi – Ezgjan Alioski, Enis Bardhi, Eljif Elmas – Ilija Nestorovski (61. Goran Pandev) Cheftrainer: Igor Angelovski | David Jurtschenko – Howhannes Hambartsumjan, Warasdat Harojan , André Calisir, Serob Grigorjan (46. Edgar Babajan) – Artak Grigorjan, Wbeymar – Kamo Howhannisjan, Arschak Korjan, Choren Bajramjan (46. Tigran Barseghjan) – Aleksandr Karapetjan (76. Norberto Briasco) Cheftrainer: Joaquín Caparrós ( Spanien) | Armenien |
| Nordmazedonien                                                | 1:0 Alioski (5., Foulelfmeter) 2:0 Nestorovski (38., Foulelfmeter) | 2:1 Barseghjan (90.+4', Foulelfmeter) | Armenien |
| Nordmazedonien                                                | Musliu (58.), Alioski (71.) | Harojan (3.), Hambartsumjan (37.), Howhannisjan (84.) | Armenien |
| 1. Spieltag                                                   | | |          |
| 5. September 2020 um 15:00 Uhr in Skopje (Toše-Proeski-Arena) | | |          |
| Schiedsrichter: Irfan Peljto ( Bosnien und Herzegowina)       | | |          |

### Estland – Georgien 0:1 (0:1)
| Estland                                                                      | Estland | Georgien | Georgien |
| ---------------------------------------------------------------------------- | --- | --- | -------- |
| Estland                                                                      | \| 1. Spieltag \| \| 5. September 2020 um 19:00 Uhr (18:00 Uhr MESZ) in Tallinn (A. Le Coq Arena) \| \| Schiedsrichter: Donatas Rumšas ( Litauen) \| | \| 1. Spieltag \| \| 5. September 2020 um 19:00 Uhr (18:00 Uhr MESZ) in Tallinn (A. Le Coq Arena) \| \| Schiedsrichter: Donatas Rumšas ( Litauen) \| | Georgien |
| Estland                                                                      | Karl Hein – Taijo Teniste, Joonas Tamm, Karol Mets, Henri Järvelaid – Georgi Tunjov (71. Frank Liivak), Mattias Käit, Vladislav Kreida, Henrik Ojamaa – Konstantin Vassiljev (86. Mihkel Ainsalu) – Sergei Zenjov (71. Henri Anier) Cheftrainer: Karel Voolaid | Giorgi Loria – Otar Kakabadse, Chwitscha Kwarazchelia (90.+2 Giorgi Aburdschania), Solomon Kwirkwelia, Dawit Chotscholawa – Dschaba Kankawa , Nika Kwekweskiri – Dschambul Dschighauri, Giorgi Tschakwetadse (78. Giorgi Kwilitaia), Tornike Okriaschwili – Nika Katscharawa (68. Saba Lobschanidse) Cheftrainer: Vladimír Weiss ( Slowakei) | Georgien |
| Estland                                                                      | 0:1 Katscharawa (32.) | | Georgien |
| Estland                                                                      | Zenjov (28.), Mets (51.), Ojamaa (53.) | Katscharawa (52.), Kankawa (90.+4') | Georgien |
| 1. Spieltag                                                                  | | |          |
| 5. September 2020 um 19:00 Uhr (18:00 Uhr MESZ) in Tallinn (A. Le Coq Arena) | | |          |
| Schiedsrichter: Donatas Rumšas ( Litauen)                                    | | |          |

### Armenien – Estland 2:0 (1:0)
| Armenien                                                                                                | Armenien | Estland | Estland |
| --- | --- | --- | ------- |
| Armenien                                                                                                | \| 2. Spieltag \| \| 8. September 2020 um 21:00 Uhr (18:00 Uhr MESZ) in Jerewan (Wasken Sarkissjan Republikanisches Stadion) \| \| Schiedsrichter: David Coote ( England) \| | \| 2. Spieltag \| \| 8. September 2020 um 21:00 Uhr (18:00 Uhr MESZ) in Jerewan (Wasken Sarkissjan Republikanisches Stadion) \| \| Schiedsrichter: David Coote ( England) \|                                                                                              | Estland |
| Armenien                                                                                                | David Jurtschenko – Howhannes Hambartsumjan, Warasdat Harojan , André Calisir (46. Taron Woskanjan), Arman Howhannisjan – Artak Grigorjan, Wbeymar, Arschak Korjan (64. Wahan Bitschachtschjan) – Tigran Barseghjan, Aleksandr Karapetjan, Gegham Ghadimjan (73. Choren Bajramjan) Cheftrainer: Joaquín Caparrós ( Spanien) | Karl Hein – Mattias Käit, Nikita Baranov, Karol Mets , Ken Kallaste (30. Henri Järvelaid) – Mark Oliver Roosnupp, Mihkel Ainsalu, Ilja Antonov (66. Konstantin Vassiljev), Vlasiy Sinyavskiy – Rauno Sappinen, Georgi Tunjov (63. Henri Anier) Cheftrainer: Karel Voolaid | Estland |
| Armenien                                                                                                | 1:0 Karapetjan (43.) 2:0 Wbeymar (65.) | | Estland |
| Armenien                                                                                                | Wbeymar (11.), Hambartsumjan (58.), Jurtschenko (88.) | | Estland |
| 2. Spieltag                                                                                             | | |         |
| 8. September 2020 um 21:00 Uhr (18:00 Uhr MESZ) in Jerewan (Wasken Sarkissjan Republikanisches Stadion) | | |         |
| Schiedsrichter: David Coote ( England)                                                                  | | |         |

### Georgien – Nordmazedonien 1:1 (1:1)
| Georgien                                                                                      | Georgien | Nordmazedonien | Nordmazedonien |
| --------------------------------------------------------------------------------------------- | --- | --- | -------------- |
| Georgien                                                                                      | \| 2. Spieltag \| \| 8. September 2020 um 21:00 Uhr (18:00 Uhr MESZ) in Tiflis (Boris-Paitschadse-Nationalstadion) \| \| Schiedsrichter: Peter Kjærsgaard-Andersen ( Dänemark) \| | \| 2. Spieltag \| \| 8. September 2020 um 21:00 Uhr (18:00 Uhr MESZ) in Tiflis (Boris-Paitschadse-Nationalstadion) \| \| Schiedsrichter: Peter Kjærsgaard-Andersen ( Dänemark) \|                                                                                                 | Nordmazedonien |
| Georgien                                                                                      | Giorgi Loria – Otar Kakabadse, Solomon Kwirkwelia, Dawit Chotscholawa, Nikolos Mali (75. Lewan Schengelia) – Dschaba Kankawa , Nika Kwekweskiri (85. Nika Katscharawa) – Tornike Okriaschwili, Suriko Dawitaschwili, Chwitscha Kwarazchelia – Giorgi Kwilitaia (62. Giorgi Tschakwetadse) Cheftrainer: Vladimír Weiss ( Slowakei) | Damjan Šiškovski – Stefan Ristovski, Darko Velkoski, Visar Musliu, Ezgjan Alioski – Stefan Spirovski, Arijan Ademi (59. Boban Nikolov) – Aleksandar Trajkovski (59. Ilija Nestorovski), Enis Bardhi, Eljif Elmas – Goran Pandev (78. Egzon Bejtulai) Cheftrainer: Igor Angelovski | Nordmazedonien |
| Georgien                                                                                      | 1:0 Okriaschwili (13., Foulelfmeter) | 1:1 Ristovski (33.) | Nordmazedonien |
| Georgien                                                                                      | Kwilitaia (45.+1), Kwekweskiri (65.), Mali (74.) | Bardhi (22.), Musliu (58.), Nikolov (65.) | Nordmazedonien |
| Georgien                                                                                      | Musliu (64.) | | Nordmazedonien |
| 2. Spieltag                                                                                   | | |                |
| 8. September 2020 um 21:00 Uhr (18:00 Uhr MESZ) in Tiflis (Boris-Paitschadse-Nationalstadion) | | |                |
| Schiedsrichter: Peter Kjærsgaard-Andersen ( Dänemark)                                         | | |                |

### Armenien – Georgien 2:2 (1:0)
| Armenien                                                 | Armenien | Georgien | Georgien |
| -------------------------------------------------------- | --- | --- | -------- |
| Armenien                                                 | \| 3. Spieltag \| \| 11. Oktober 2020 um 18:00 Uhr in Tychy (Stadion Miejski)[2] \| \| Schiedsrichter: Ivan Bebek ( Kroatien) \| | \| 3. Spieltag \| \| 11. Oktober 2020 um 18:00 Uhr in Tychy (Stadion Miejski)[2] \| \| Schiedsrichter: Ivan Bebek ( Kroatien) \| | Georgien |
| Armenien                                                 | David Jurtschenko – Kamo Howhannisjan (81. Geghan Ghadimjan), Varasdat Harojan, André Calisir, Arman Howhannisjan – Wbeymar (67. Juri Gareginjan), Artak Grigorjan – Tigran Barseghjan (90. Wahan Bitschachtschjan), Henrich Mchitarjan , Choren Bajramjan – Aleksandr Karapetjan (67. Edgar Babajan) Cheftrainer: Joaquín Caparrós ( Spanien) | Giorgi Makaridse – Dschambul Dschigauri, Mamuka Kobachidse, Gia Grigalawa, Giorgi Nawalowski – Giorgi Aburdschania (76. Murtas Dauschwili), Dschaba Kankawa (76. Nika Kweskewskiri) – Lewan Schengelia (80. Saba Lobschanidse), Walerian Gwilia (61. Tornike Okriaschwili), Waleri Qasaischwili – Nika Katscharawa (80. Elgudscha Lobdschanidse) Cheftrainer: Vladimír Weiss ( Slowakei) | Georgien |
| Armenien                                                 | 1:0 Bajramjan (6.) 2:2 Mchitarjan (89., Handelfmeter) | 1:1 Katscharawa (46.) 1:2 Okriaschwili (74.) | Georgien |
| Armenien                                                 | Harojan (47.), Bajramjan (68.), Babajan (90.+1) | Nawalowski (54.), Kankawa (71.), Dauschwili (88.) | Georgien |
| 3. Spieltag                                              | | |          |
| 11. Oktober 2020 um 18:00 Uhr in Tychy (Stadion Miejski) | | |          |
| Schiedsrichter: Ivan Bebek ( Kroatien)                   | | |          |

### Estland – Nordmazedonien 3:3 (1:1)
| Estland                                                                     | Estland | Nordmazedonien | Nordmazedonien |
| --------------------------------------------------------------------------- | --- | --- | -------------- |
| Estland                                                                     | \| 3. Spieltag \| \| 11. Oktober 2020 um 19:00 Uhr (18:00 Uhr MESZ) in Tallinn (A. Le Coq Arena) \| \| Schiedsrichter: Mohammed al-Hakim ( Schweden) \| | \| 3. Spieltag \| \| 11. Oktober 2020 um 19:00 Uhr (18:00 Uhr MESZ) in Tallinn (A. Le Coq Arena) \| \| Schiedsrichter: Mohammed al-Hakim ( Schweden) \| | Nordmazedonien |
| Estland                                                                     | Karl Hein – Taijo Teniste, Nikita Baranov, Märten Kuusk, Artur Pikk – Siim Luts (33. Pavel Marin), Vladislav Kreida, Mattias Käit (85. Mihkel Ainsalu), Vlasiy Sinyavskiy (85. Michael Lilander) – Konstantin Vassiljev (70. Frank Liivak) – Rauno Sappinen (70. Mark Anders Lepik) Cheftrainer: Karel Voolaid | Damjan Šiškovski – Stefan Ristovski, Gjoko Zajkov, Kire Ristevski, Egzijan Alioski – Boban Nikolov (64. Goran Pandev), Stefan Spirovski – Tihomir Kostadinov (76. Vlatko Stojanovski), Feran Hasani (46. Enis Bardhi), Aleksandar Trajkovski (76. Krste Velkoski) – Ivan Tričkovski (64. Ilija Nestorovski) Cheftrainer: Igor Angelovski | Nordmazedonien |
| Estland                                                                     | 1:1 Sappinen (33.) 2:1 Sappinen (61.) 3:1 Liivak (76., Handelfmeter) | 0:1 Kuusk (3., Eigentor) 3:2 Pandev (80.) 3:3 Zajkov (88.) | Nordmazedonien |
| Estland                                                                     | Pikk (40.), Baranov (66.) | Ristovski (61.), Spirovski (75.), Bardhi (88.) | Nordmazedonien |
| Estland                                                                     | Trajkovski schießt Handelfmeter an die Latte. (67.) | | Nordmazedonien |
| 3. Spieltag                                                                 | | |                |
| 11. Oktober 2020 um 19:00 Uhr (18:00 Uhr MESZ) in Tallinn (A. Le Coq Arena) | | |                |
| Schiedsrichter: Mohammed al-Hakim ( Schweden)                               | | |                |

### Estland – Armenien 1:1 (1:1)
| Estland                                                                     | Estland | Armenien | Armenien |
| --------------------------------------------------------------------------- | --- | --- | -------- |
| Estland                                                                     | \| 4. Spieltag \| \| 14. Oktober 2020 um 21:45 Uhr (20:45 Uhr MESZ) in Tallinn (A. Le Coq Arena) \| \| Schiedsrichter: Luís Godinho ( Portugal) \| | \| 4. Spieltag \| \| 14. Oktober 2020 um 21:45 Uhr (20:45 Uhr MESZ) in Tallinn (A. Le Coq Arena) \| \| Schiedsrichter: Luís Godinho ( Portugal) \| | Armenien |
| Estland                                                                     | Karl Hein – Taijo Teniste (46. Michael Lilander), Nikita Baranov, Märten Kuusk, Artur Pikk – Frank Liivak (85. Martin Miller), Mattias Käit, Vladislav Kreida, Vlasiy Sinyavskiy (66. Pavel Marin) – Konstantin Vassiljev (72. Georgi Tunjov) – Rauno Sappinen (66. Mark Anders Lepik) Cheftrainer: Karel Voolaid | David Jurtschenko – Kamo Howhannisjan, Taron Woskanjan, André Calisir, Arman Howhannisjan (46. Serob Grigorjan) – Artak Grigorjan (42. Solomon Udo), Wbeymar – Edgar Babajan (57. Geworg Ghasarjan), Henrich Mchitarjan , Tigran Barseghjan (83. Wahan Bitschachtschjan) – Aleksandr Karapetjan (83. Gegham Ghadimjan) Cheftrainer: Joaquín Caparrós ( Spanien) | Armenien |
| Estland                                                                     | 1:1 Sappinen (14.) | 0:1 K. Howhannisjan (8.) | Armenien |
| Estland                                                                     | Kreida (69.), Tunjov (78.), Liivak (84.) | Wbeymar (85.) | Armenien |
| 4. Spieltag                                                                 | | |          |
| 14. Oktober 2020 um 21:45 Uhr (20:45 Uhr MESZ) in Tallinn (A. Le Coq Arena) | | |          |
| Schiedsrichter: Luís Godinho ( Portugal)                                    | | |          |

### Nordmazedonien – Georgien 1:1 (0:0)
| Nordmazedonien                                               | Nordmazedonien | Georgien | Georgien |
| ------------------------------------------------------------ | --- | --- | -------- |
| Nordmazedonien                                               | \| 4. Spieltag \| \| 14. Oktober 2020 um 20:45 Uhr in Skopje (Toše-Proeski-Arena) \| \| Schiedsrichter: Bartosz Frankowski ( Polen) \| | \| 4. Spieltag \| \| 14. Oktober 2020 um 20:45 Uhr in Skopje (Toše-Proeski-Arena) \| \| Schiedsrichter: Bartosz Frankowski ( Polen) \| | Georgien |
| Nordmazedonien                                               | Stole Dimitrievski – Gjoko Zajkov, Darko Velkoski, Kire Ristevski (80. Vlatko Stojanovski) – Stefan Ristovski, Boban Nikolov (88. Ennur Totre), Tihomir Kostadinov (88. Darko Micevski), Ezgjan Alioski – Goran Pandev , Ivan Tričkovski (80. Krste Velkoski) – Ilija Nestorovski (71. Damjan Šiškovski) Cheftrainer: Igor Angelovski | Giorgi Loria – Dschambul Dschighauri, Solomon Kwirkwelia, Dschemal Tabidse, Lascha Dwali (90. Giorgi Nawalowski) – Murtas Dauschwili (71. Chwitscha Kwarazchelia), Nika Kwekweskiri – Otar Kiteischwili (7. Saba Lobschanidse), Waleri Qasaischwili (90. Mamuka Kobachidse), Walerian Gwilia – Giorgi Kwilitaia (71. Nika Katscharawa) Cheftrainer: Vladimír Weiss ( Slowakei) | Georgien |
| Nordmazedonien                                               | 1:1 Alioski (90.+3, Foulelfmeter) | 0:1 Kwarazchelia (74.) | Georgien |
| Nordmazedonien                                               | Alioski (85.) | Kwilitaia (51.), Dauschwili (66.) | Georgien |
| Nordmazedonien                                               | Dimitrievski (67.) | | Georgien |
| 4. Spieltag                                                  | | |          |
| 14. Oktober 2020 um 20:45 Uhr in Skopje (Toše-Proeski-Arena) | | |          |
| Schiedsrichter: Bartosz Frankowski ( Polen)                  | | |          |

### Nordmazedonien – Estland 2:1 (1:0)
| Nordmazedonien                                                | Nordmazedonien | Estland | Estland |
| ------------------------------------------------------------- | --- | --- | ------- |
| Nordmazedonien                                                | \| 5. Spieltag \| \| 15. November 2020 um 15:00 Uhr in Skopje (Toše-Proeski-Arena) \| \| Schiedsrichter: Marius Avram ( Rumänien) \| | \| 5. Spieltag \| \| 15. November 2020 um 15:00 Uhr in Skopje (Toše-Proeski-Arena) \| \| Schiedsrichter: Marius Avram ( Rumänien) \| | Estland |
| Nordmazedonien                                                | Marjan Siskovski – Egzon Bejtulai, Darko Velkoski, Visar Musliu, Stefan Ristovski (59. Tihomir Kostadinov) – Stefan Spirovski, Boban Nikolov – Aleksandar Trajkovski (59. Vlatko Stojanovski), Eljif Elmas (85. Gjoko Zajkov), Ivan Tričkovski – Ilija Nestorovski (78. Ljubche Doriev) Cheftrainer: Igor Angelovski | Karl Hein – Taijo Teniste, Joonas Tamm, Karol Mets, Artur Pikk – Mihkel Ainsalu (79. Georgi Tunjov), Vladislav Kreida – Sergei Zenjov (63. Frank Liivak), Konstantin Vassiljev (55. Erik Sorga), Vlasiy Sinyavskiy (79. Martin Miller) – Rauno Sappinen (63. Henri Anier) Cheftrainer: Karel Voolaid | Estland |
| Nordmazedonien                                                | 1:0 Tričkovski (29.) 2:1 Stojanovski (68.) | 1:1 Sappinen (52.) | Estland |
| Nordmazedonien                                                | Nikolov (34.), Spirovski (45.), Stojanovski (69.), Elmas (77.) | Sappinen (49.), Tunjov (82.) | Estland |
| 5. Spieltag                                                   | | |         |
| 15. November 2020 um 15:00 Uhr in Skopje (Toše-Proeski-Arena) | | |         |
| Schiedsrichter: Marius Avram ( Rumänien)                      | | |         |

### Georgien – Armenien 1:2 (0:1)
| Georgien                                                                                     | Georgien | Armenien | Armenien |
| -------------------------------------------------------------------------------------------- | --- | --- | -------- |
| Georgien                                                                                     | \| 5. Spieltag \| \| 15. November 2020 um 21:00 Uhr (18:00 Uhr MEZ) in Tiflis (Boris-Paitschadse-Nationalstadion) \| \| Schiedsrichter: Marco Guida ( Italien) \| | \| 5. Spieltag \| \| 15. November 2020 um 21:00 Uhr (18:00 Uhr MEZ) in Tiflis (Boris-Paitschadse-Nationalstadion) \| \| Schiedsrichter: Marco Guida ( Italien) \| | Armenien |
| Georgien                                                                                     | Giorgi Makaridse – Dschambul Dschighauri, Dawit Chotscholawa, Gia Grigalawa, Giorgi Nawalowski – Dschaba Kankawa , Giorgi Aburdschania (80. Nika Kwekweskiri) – Suriko Dawitaschwili (56. Waleri Qasaischwili), Walerian Gwilia (80. Beka Mikeltadse), Saba Lobschanidse (80. Giorgi Papunaschwili) – Elgudscha Lobdschanidse (68. Nika Katscharawa) Cheftrainer: Vladimír Weiss ( Slowakei) | David Jurtschenko – Howhannes Hambartsumjan, Warasdat Harojan, André Calisir, Arman Howhannisjan (69. Serob Grigorjan) – Tigran Barseghjan, Solomon Udo (77. Karen Muradjan), Artak Grigorjan, Geworg Ghasarjan (77. Wahan Bitschachtschjan) – Sargis Adamyan (89. Taron Woskanjan), Aleksandr Karapetjan (77. Arschak Korjan) Cheftrainer: Joaquín Caparrós ( Spanien) | Armenien |
| Georgien                                                                                     | 1:1 Qasaischwili (65., Foulelfmeter) | 0:1 Ghasarjan (33.) 1:2 Adamyan (86.) | Armenien |
| Georgien                                                                                     | Aburdschania (76.) | A. Grigorjan (35.) | Armenien |
| 5. Spieltag                                                                                  | | |          |
| 15. November 2020 um 21:00 Uhr (18:00 Uhr MEZ) in Tiflis (Boris-Paitschadse-Nationalstadion) | | |          |
| Schiedsrichter: Marco Guida ( Italien)                                                       | | |          |

### Armenien – Nordmazedonien 1:0 (0:0)
| Armenien                                                                | Armenien | Nordmazedonien | Nordmazedonien |
| ----------------------------------------------------------------------- | --- | --- | -------------- |
| Armenien                                                                | \| 6. Spieltag \| \| 18. November 2020 um 19:00 Uhr (18:00 Uhr MEZ) in Nikosia (GSP-Stadion) \| \| Schiedsrichter: Bobby Madden ( Schottland) \| | \| 6. Spieltag \| \| 18. November 2020 um 19:00 Uhr (18:00 Uhr MEZ) in Nikosia (GSP-Stadion) \| \| Schiedsrichter: Bobby Madden ( Schottland) \| | Nordmazedonien |
| Armenien                                                                | David Jurtschenko – Howhannes Hambartsumjan, Varasdat Harojan , Taron Woskanjan, Kamo Howhannisjan – Artak Grigorjan, Solomon Udo (46. Wbeymar)– Tigran Barseghjan (90.+1 Hayk Ischchanjan), Arschak Korjan (65. Serob Grigorjan), Hakob Hakobjan (70. Karen Muradjan) – Aleksandr Karapetjan (46. Wahan Bitschachtschjan) Cheftrainer: Joaquín Caparrós ( Spanien) | Damjan Šiškovski – Gjoko Zajkov, Visar Musliu (70. Tome Kitanovski), Darko Velkoski – Egzon Bejtulai, Tihomir Kostadinov (62. Darko Micevski), Ennur Totre (84. Dusko Trajcevski), Stefan Ristovski (70. Ljupcho Doriev) – Aleksandar Trajkovski – Vlatko Stojanovski (62. Ilija Nestorovski), Ivan Tričkovski Cheftrainer: Igor Angelovski | Nordmazedonien |
| Armenien                                                                | 1:0 Hambartsumjan (55.) | | Nordmazedonien |
| Armenien                                                                | Woskanjan (39.), Udo (45.+2), Korjan (45.+2), Barseghjan (56.) | Musliu (48.) | Nordmazedonien |
| 6. Spieltag                                                             | | |                |
| 18. November 2020 um 19:00 Uhr (18:00 Uhr MEZ) in Nikosia (GSP-Stadion) | | |                |
| Schiedsrichter: Bobby Madden ( Schottland)                              | | |                |

### Georgien – Estland 0:0
| Georgien                                                                                     | Georgien | Estland | Estland |
| -------------------------------------------------------------------------------------------- | --- | --- | ------- |
| Georgien                                                                                     | \| 6. Spieltag \| \| 18. November 2020 um 21:00 Uhr (18:00 Uhr MEZ) in Tiflis (Boris-Paitschadse-Nationalstadion) \| \| Schiedsrichter: Irfan Peljto ( Bosnien und Herzegowina) \| | \| 6. Spieltag \| \| 18. November 2020 um 21:00 Uhr (18:00 Uhr MEZ) in Tiflis (Boris-Paitschadse-Nationalstadion) \| \| Schiedsrichter: Irfan Peljto ( Bosnien und Herzegowina) \| | Estland |
| Georgien                                                                                     | Giorgi Loria – Otar Kakabadse, Dawit Chotscholawa (46. Gia Grigalawa), Guram Kaschia, Dschemal Tabidse – Nika Kwekweskiri, Dschaba Kankawa – Saba Lobdschanidse (85. Beka Mikeltadse), Waleri Qazaischwili, Suriko Dawitaschwili (66. Giorgi Papunaschwili) – Nika Katscharawa (79. Elgudscha Lobdschanidse) Cheftrainer: Ramas Swanadse | Karl Hein – Taijo Teniste (81. Michael Lilander), Joonas Tamm, Märten Kuusk, Artur Pikk – Markus Soomets (79. Martin Miller), Vladislav Kreida – Sergei Zenjov (79. Pavel Marin), Konstantin Vassiljev , Vlasiy Sinyavskiy (86. Frank Liivak) – Rauno Sappinen (86. Henri Anier) Cheftrainer: Karel Voolaid | Estland |
| Georgien                                                                                     | Kaschia (88.) | Kreida (44.), Kuusk (45.+2), Soomets (60.) | Estland |
| 6. Spieltag                                                                                  | | |         |
| 18. November 2020 um 21:00 Uhr (18:00 Uhr MEZ) in Tiflis (Boris-Paitschadse-Nationalstadion) | | |         |
| Schiedsrichter: Irfan Peljto ( Bosnien und Herzegowina)                                      | | |         |

## Gruppe 3
| Pl. | Land         | Sp. | S | U | N | Tore    | Diff. | Punkte |
| --- | ------------ | --- | - | - | - | ------- | ----- | ------ |
| 1.  | Slowenien    | 6   | 4 | 2 | 0 | 008:100 | +7    | 14     |
| 2.  | Griechenland | 6   | 3 | 3 | 0 | 006:100 | +5    | 12     |
| 3.  | Kosovo       | 6   | 1 | 2 | 3 | 004:600 | −2    | 05     |
| 4.  | Moldau       | 6   | 0 | 1 | 5 | 001:110 | −10   | 01     |

### Moldau – Kosovo 1:1 (1:0)
| Moldau                                                         | Moldau | Kosovo | Kosovo |
| -------------------------------------------------------------- | --- | --- | ------ |
| Moldau                                                         | \| 1. Spieltag \| \| 3. September 2020 um 20:45 Uhr in Parma (Stadio Ennio Tardini) \| \| Schiedsrichter: Kai Erik Steen ( Norwegen) \| | \| 1. Spieltag \| \| 3. September 2020 um 20:45 Uhr in Parma (Stadio Ennio Tardini) \| \| Schiedsrichter: Kai Erik Steen ( Norwegen) \| | Kosovo |
| Moldau                                                         | Alexei Koșelev – Victor Mudrac, Veaceslav Posmac, Igor Armaș – Sergiu Platica, Vadim Rață (81. Denis Marandici), Artur Ionița, Cătălin Carp (71. Alexandru Epureanu), Oleg Reabciuk – Ion Nicolăescu, Mihail Caimacov (56. Eugeniu Cociuc) Cheftrainer: Engin Fırat ( Türkei) | Arijanet Murić – Mërgim Vojvoda (60. Florent Hadergjonaj), Amir Rrahmani , Fidan Aliti, Leart Paqarada – Hekuran Kryeziu, Herolind Shala (60. Bersant Celina) – Milot Rashica (75. Elbasan Rashani), Valon Berisha, Arbër Zeneli – Benjamin Kololli Cheftrainer: Bernard Challandes ( Schweiz) | Kosovo |
| Moldau                                                         | 1:0 Nicolăescu (21.) | 1:1 Kololli (72.) | Kosovo |
| Moldau                                                         | Platica (39.) | Shala (32.) | Kosovo |
| 1. Spieltag                                                    | | |        |
| 3. September 2020 um 20:45 Uhr in Parma (Stadio Ennio Tardini) | | |        |
| Schiedsrichter: Kai Erik Steen ( Norwegen)                     | | |        |

### Slowenien – Griechenland 0:0
| Slowenien                                                     | Slowenien | Griechenland | Griechenland |
| ------------------------------------------------------------- | --- | --- | ------------ |
| Slowenien                                                     | \| 1. Spieltag \| \| 3. September 2020 um 20:45 Uhr in Ljubljana (Stadion Stožice) \| \| Schiedsrichter: Bobby Madden ( Schottland) \|                                                                                              | \| 1. Spieltag \| \| 3. September 2020 um 20:45 Uhr in Ljubljana (Stadion Stožice) \| \| Schiedsrichter: Bobby Madden ( Schottland) \| | Griechenland |
| Slowenien                                                     | Jan Oblak – Petar Stojanović, Miha Blažič, Miha Mevlja, Jure Balkovec – Rajko Rep (52. Šaša Živec), Jaka Bijol (78. Nino Kouter), Amedej Vetrih, Damjan Bohar – Haris Vučkič (61. Miha Zajc), Andraž Šporar Cheftrainer: Matjaž Kek | Vasilios Barkas – Michalis Bakakis, Stratos Svarnas, Dimitris Siovas, Dimitris Giannoulis – Dimitrios Kourbelis, Anastasios Bakasetas , Zeca – Dimitris Limnios, Vangelis Pavlidis (76. Taxiarchis Foundas), Petros Mantalos (87. Georgios Masouras) Cheftrainer: John van ’t Schip ( Niederlande) | Griechenland |
| Slowenien                                                     | Blažič (72.), Bijol (78.), Zajc (89.) | Bakakis (77.) | Griechenland |
| 1. Spieltag                                                   | | |              |
| 3. September 2020 um 20:45 Uhr in Ljubljana (Stadion Stožice) | | |              |
| Schiedsrichter: Bobby Madden ( Schottland)                    | | |              |

### Slowenien – Moldau 1:0 (1:0)
| Slowenien                                                     | Slowenien | Moldau | Moldau |
| ------------------------------------------------------------- | --- | --- | ------ |
| Slowenien                                                     | \| 2. Spieltag \| \| 6. September 2020 um 18:00 Uhr in Ljubljana (Stadion Stožice) \| \| Schiedsrichter: Jérôme Brisard ( Frankreich) \|                                                                                                  | \| 2. Spieltag \| \| 6. September 2020 um 18:00 Uhr in Ljubljana (Stadion Stožice) \| \| Schiedsrichter: Jérôme Brisard ( Frankreich) \| | Moldau |
| Slowenien                                                     | Jan Oblak – Petar Stojanović, Miha Blažič, Miha Mevlja, Jure Balkovec – Nino Kouter, Jasmin Kurtić – Miha Zajc (57. Saša Živec), Haris Vučkič (68. Amedej Vetrih), Damjan Bohar – Andraž Šporar (85. Blaž Kramer) Cheftrainer: Matjaž Kek | Alexei Koșelev – Sergiu Platica, Victor Mudrac, Veaceslav Posmac, Igor Armaș , Oleg Reabciuk – Vadim Răța (69. Alexandru Suvorov), Cătălin Carp, Artur Ionița – Mihail Caimacov (46. Alexandru Epureanu) – Vitalie Damașcan (60. Nicolae Milinceanu) Cheftrainer: Engin Fırat ( Türkei) | Moldau |
| Slowenien                                                     | 1:0 Bohar (28.) | | Moldau |
| Slowenien                                                     | Kouter (47.), Stojanović (90.+4') | Răța (27.), Ionița (73.), Posmac (88.) | Moldau |
| 2. Spieltag                                                   | | |        |
| 6. September 2020 um 18:00 Uhr in Ljubljana (Stadion Stožice) | | |        |
| Schiedsrichter: Jérôme Brisard ( Frankreich)                  | | |        |

### Kosovo – Griechenland 1:2 (0:1)
| Kosovo                                                            | Kosovo | Griechenland | Griechenland |
| ----------------------------------------------------------------- | --- | --- | ------------ |
| Kosovo                                                            | \| 2. Spieltag \| \| 6. September 2020 um 20:45 Uhr in Pristina (Fadil-Vokrri-Stadion) \| \| Schiedsrichter: Pavel Královec ( Tschechien) \| | \| 2. Spieltag \| \| 6. September 2020 um 20:45 Uhr in Pristina (Fadil-Vokrri-Stadion) \| \| Schiedsrichter: Pavel Královec ( Tschechien) \| | Griechenland |
| Kosovo                                                            | Samir Ujkani – Mërgim Vojvoda (58. Anel Rashkaj), Amir Rrahmani, Fidan Aliti, Florent Hadergjonaj – Besar Halimi (55. Florent Hasani), Ibrahim Drešević, Valon Berisha – Bersant Celina, Atdhe Nuhiu, Arbër Zeneli (54. Bernard Berisha) Cheftrainer: Bernard Challandes ( Schweiz) | Vasilios Barkas – Michalis Bakakis, Stratos Svarnas, Konstantinos Stafylidis (39. Dimitris Siovas), Dimitris Giannoulis – Dimitrios Kourbelis, Zeca – Dimitris Limnios, Anastasios Bakasetas, Konstantinos Fortounis (60. Georgios Masouras) – Efthymios Koulouris (83. Petros Mantalos) Cheftrainer: John van ’t Schip ( Niederlande) | Griechenland |
| Kosovo                                                            | 1:2 B. Berisha (82.) | 0:1 Limnios (2.) 0:2 Siovas (51.) | Griechenland |
| Kosovo                                                            | V. Berisha (45.+2'), Nuhiu (84.), B. Berisha (88.) | Koulouris (45.+1'), Kourbelis (89.) | Griechenland |
| 2. Spieltag                                                       | | |              |
| 6. September 2020 um 20:45 Uhr in Pristina (Fadil-Vokrri-Stadion) | | |              |
| Schiedsrichter: Pavel Královec ( Tschechien)                      | | |              |

### Griechenland – Moldau 2:0 (1:0)
| Griechenland                                                             | Griechenland | Moldau | Moldau |
| ------------------------------------------------------------------------ | --- | --- | ------ |
| Griechenland                                                             | \| 3. Spieltag \| \| 11. Oktober 2020 um 21:45 Uhr (20:45 Uhr MESZ) in Athen (Olympiastadion) \| \| Schiedsrichter: Dennis Higler ( Niederlande) \| | \| 3. Spieltag \| \| 11. Oktober 2020 um 21:45 Uhr (20:45 Uhr MESZ) in Athen (Olympiastadion) \| \| Schiedsrichter: Dennis Higler ( Niederlande) \| | Moldau |
| Griechenland                                                             | Odisseas Vlachodimos – Pantelis Chatzidiakos (69. Lazaros Rota), Stratos Svarnas, Giorgos Tzavellas, Dimitris Giannoulis – Dimitrios Kourbelis (83. Andreas Bouchalakis), Zeca – Dimitris Limnios (76. Dimitris Pelkas), Anastasios Bakasetas , Petros Mantalos (70. Konstantinos Fortounis)– Vangelis Pavlidis (83. Taxiarchis Foundas) Cheftrainer: John van ’t Schip ( Niederlande) | Stanislav Namașco – Sergiu Platica, Victor Mudrac, Veaceslav Posmac, Igor Armaș , Oleg Reabciuk – Eugeniu Cociuc – Vadim Rață (66. Denis Marandici), Mihail Caimacov (46. Alexandru Epureanu) – Artur Ionița (76. Petru Racu) – Ion Nicolăescu (58. Nicolae Milinceanu) Cheftrainer: Engin Fırat ( Türkei) | Moldau |
| Griechenland                                                             | 1:0 Bakasetas (45.+3, Foulelfmeter) 2:0 Mantalos (50.) | | Moldau |
| Griechenland                                                             | Rota (88.), Fortounis (90.+4) | Caimacov (17.), Nicoleascu (57.), Armaș (64.), Racu (90.+4) | Moldau |
| Griechenland                                                             | Posmac (45.+1) | | Moldau |
| Griechenland                                                             | Vlachodimos hält Foulelfmeter von Milinceanu (88.) | | Moldau |
| 3. Spieltag                                                              | | |        |
| 11. Oktober 2020 um 21:45 Uhr (20:45 Uhr MESZ) in Athen (Olympiastadion) | | |        |
| Schiedsrichter: Dennis Higler ( Niederlande)                             | | |        |

### Kosovo – Slowenien 0:1 (0:1)
| Kosovo                                                           | Kosovo | Slowenien | Slowenien |
| ---------------------------------------------------------------- | --- | --- | --------- |
| Kosovo                                                           | \| 3. Spieltag \| \| 11. Oktober 2020 um 20:45 Uhr in Pristina (Fadil-Vokrri-Stadion) \| \| Schiedsrichter: Andrew Madley ( England) \| | \| 3. Spieltag \| \| 11. Oktober 2020 um 20:45 Uhr in Pristina (Fadil-Vokrri-Stadion) \| \| Schiedsrichter: Andrew Madley ( England) \| | Slowenien |
| Kosovo                                                           | Arijanet Murić – Florent Hadergjonaj, Ibrahim Drešević, Fidan Aliti, Leart Paqarada – Herolind Shala (83. Florent Muslija), Valon Berisha – Edon Zhegrova (89. Florent Hasani), Bersant Celina, Arbër Zeneli (78. Lirim Kastrati) – Benjamin Kololli (83. Elbasan Rashani) Cheftrainer: Bernard Challandes ( Schweiz) | Jan Oblak – Petar Stojanović, Miha Blažič, Miha Mevlja, Jure Balkovec – Rajko Rep (55. Damjan Bohar), Jaka Bijol, Jasmin Kurtić, Benjamin Verbič (75. Nejc Skubic) – Haris Vučkić (85. Blaž Kramer), Sandi Lovrić (85. Amedej Vetrih) Cheftrainer: Matjaž Kek | Slowenien |
| Kosovo                                                           | 0:1 Vučkić (22.) | | Slowenien |
| Kosovo                                                           | Paqarada (76.), Rashani (89.) | Stojanović (35.) | Slowenien |
| 3. Spieltag                                                      | | |           |
| 11. Oktober 2020 um 20:45 Uhr in Pristina (Fadil-Vokrri-Stadion) | | |           |
| Schiedsrichter: Andrew Madley ( England)                         | | |           |

### Griechenland – Kosovo 0:0
| Griechenland                                                             | Griechenland | Kosovo | Kosovo |
| ------------------------------------------------------------------------ | --- | --- | ------ |
| Griechenland                                                             | \| 4. Spieltag \| \| 14. Oktober 2020 um 21:45 Uhr (20:45 Uhr MESZ) in Athen (Olympiastadion) \| \| Schiedsrichter: Roi Reinshreiber ( Israel) \| | \| 4. Spieltag \| \| 14. Oktober 2020 um 21:45 Uhr (20:45 Uhr MESZ) in Athen (Olympiastadion) \| \| Schiedsrichter: Roi Reinshreiber ( Israel) \| | Kosovo |
| Griechenland                                                             | Odisseas Vlachodimos – Pantelis Chatzidiakos (85. Vasilios Lampropoulos), Stratos Svarnas, Giorgos Tzavelas, Dimitris Giannoulis – Dimitrios Kourbelis, Zeca (62. Andreas Bouchalakis) – Dimitris Limnios (72. Dimitris Pelkas), Anastasios Bakasetas (72. Konstantinos Fortounis), Petros Mantalos (62. Taxiarchis Foundas) – Vangelis Pavlidis Cheftrainer: John van ’t Schip ( Niederlande) | Arijanet Murić – Mërgim Vojvoda, Ibrahim Drešević, Fidan Aliti, Leart Paqarada – Florian Loshaj (33. Anel Rashkaj), Herolind Shala – Lirim Kastrati, Bersant Celina (62. Florent Hasani), Florent Hadergjonaj – Benjamin Kololli (80. Elbasan Rashani) Cheftrainer: Bernard Challandes ( Schweiz) | Kosovo |
| Griechenland                                                             | Kourbelis (41.), Bouchalakis (90.+4) | Shala (19.), Hadergjonaj (58.), Hasani (90.+4) | Kosovo |
| Griechenland                                                             | Kololli (90.+6) | | Kosovo |
| Griechenland                                                             | Murić hält einen Foulelfmeter von Bakasetas. (19.) | | Kosovo |
| 4. Spieltag                                                              | | |        |
| 14. Oktober 2020 um 21:45 Uhr (20:45 Uhr MESZ) in Athen (Olympiastadion) | | |        |
| Schiedsrichter: Roi Reinshreiber ( Israel)                               | | |        |

### Moldau – Slowenien 0:4 (0:3)
| Moldau                                                                        | Moldau | Slowenien | Slowenien |
| ----------------------------------------------------------------------------- | --- | --- | --------- |
| Moldau                                                                        | \| 4. Spieltag \| \| 14. Oktober 2020 um 21:45 Uhr (20:45 Uhr MESZ) in Chișinău (Stadionul Zimbru) \| \| Schiedsrichter: João Pinheiro ( Portugal) \| | \| 4. Spieltag \| \| 14. Oktober 2020 um 21:45 Uhr (20:45 Uhr MESZ) in Chișinău (Stadionul Zimbru) \| \| Schiedsrichter: João Pinheiro ( Portugal) \| | Slowenien |
| Moldau                                                                        | Stanislav Namașco – Sergiu Platica (59. Nicolae Milinceanu), Petru Racu, Igor Armaș , Victor Mudrac (46. Artur Craciun), Oleg Reabciuk – Eugeniu Cociuc, Cătălin Carp (46. Mihail Caimacov), Artur Ionița (74. Dan Taras) – Vadim Rață – Ion Nicolăescu (79. Dan Spătaru) Cheftrainer: Engin Fırat ( Türkei) | Jan Oblak – Nejc Skubic, Miha Blažič (74. Nemanja Mitrović), Miha Mevlja, Jure Balkovec – Damjan Bohar (74. Rajko Rep), Jaka Bijol (83. Dejan Petrovič), Jasmin Kurtić, Benjamin Verbič – Sandi Lovrić (77. Amedej Vetrih), Haris Vučkić (77. Lovro Bizjak) Cheftrainer: Matjaž Kek | Slowenien |
| Moldau                                                                        | 0:1 Lovric (8.) 0:2 Vučkić (37., Foulelfmeter) 0:3 Vučkić (42.) 0:4 Vučkić (55., Foulelfmeter) | | Slowenien |
| Moldau                                                                        | Nicolăescu (40.), Platica (54.) | Bijol (26.) | Slowenien |
| 4. Spieltag                                                                   | | |           |
| 14. Oktober 2020 um 21:45 Uhr (20:45 Uhr MESZ) in Chișinău (Stadionul Zimbru) | | |           |
| Schiedsrichter: João Pinheiro ( Portugal)                                     | | |           |

### Moldau – Griechenland 0:2 (0:2)
| Moldau                                                                        | Moldau | Griechenland | Griechenland |
| ----------------------------------------------------------------------------- | --- | --- | ------------ |
| Moldau                                                                        | \| 5. Spieltag \| \| 15. November 2020 um 21:45 Uhr (20:45 Uhr MEZ) in Chișinău (Stadionul Zimbru) \| \| Schiedsrichter: Fran Jović ( Kroatien) \| | \| 5. Spieltag \| \| 15. November 2020 um 21:45 Uhr (20:45 Uhr MEZ) in Chișinău (Stadionul Zimbru) \| \| Schiedsrichter: Fran Jović ( Kroatien) \| | Griechenland |
| Moldau                                                                        | Stanislav Namașco – Ion Jardan, Veaceslav Posmac, Igor Armaș , Oleg Reabciuk – Eugeniu Cebotaru (46. Alexandru Epureanu), Artur Ionița (83. Alexandru Boiciuc) – Vadim Rață (62. Iaser Țurcan), Eugeniu Cociuc (46. Mihail Caimacov), Dan Spătaru – Vitalie Damașcan (71. Cristian Dros) Cheftrainer: Engin Fırat ( Türkei) | Odisseas Vlachodimos – Charis Mavrias, Pantelis Hatzidiakos, Giorgos Tzavelas, Kostas Tsimikas (62. Giorgos Kyriakopoulos) – Zeca, Andreas Bouchalakis – Dimitris Limnios (79. Anastasios Chatzigiovanis), Anastasios Bakasetas , Konstantinos Fortounis (65. Christos Tzolis) – Vangelis Pavlidis (79. Giorgos Giakoumakis) Cheftrainer: John van ’t Schip ( Niederlande) | Griechenland |
| Moldau                                                                        | 0:1 Fortounis (32.) 0:2 Bakasetas (41.) | | Griechenland |
| Moldau                                                                        | Jardan (61.), Posmac (90.+1) | Mavrias (47.) | Griechenland |
| 5. Spieltag                                                                   | | |              |
| 15. November 2020 um 21:45 Uhr (20:45 Uhr MEZ) in Chișinău (Stadionul Zimbru) | | |              |
| Schiedsrichter: Fran Jović ( Kroatien)                                        | | |              |

### Slowenien – Kosovo 2:1 (0:0)
| Slowenien                                                     | Slowenien | Kosovo | Kosovo |
| ------------------------------------------------------------- | --- | --- | ------ |
| Slowenien                                                     | \| 5. Spieltag \| \| 15. November 2020 um 20:45 Uhr in Ljubljana (Stadion Stožice) \| \| Schiedsrichter: Bartosz Frankowski ( Polen) \| | \| 5. Spieltag \| \| 15. November 2020 um 20:45 Uhr in Ljubljana (Stadion Stožice) \| \| Schiedsrichter: Bartosz Frankowski ( Polen) \| | Kosovo |
| Slowenien                                                     | Jan Oblak – Petar Stojanović, Miha Blažič, Miha Mevlja, Jure Balkovec – Amedej Vetrih, Jasmin Kurtić – Josip Iličić (90.+6 Nino Kouter), Sandi Lovrić (87. Domen Črnigoj), Damjan Bohar – Haris Vučkič (68. Andraž Šporar) Cheftrainer: Matjaž Kek | Arijanet Murić – Mërgim Vojvoda, Amir Rrahmani , Fidan Aliti, Florent Hadergjonaj – Hekuran Kryeziu (71. Lirim Kastrati), Anel Rashkaj – Edon Zhegrova (90.+1 Florent Hasani), Valon Berisha, Bernard Berisha (84. Elbasan Rashani) – Vedat Muriqi Cheftrainer: Muharrem Sahiti | Kosovo |
| Slowenien                                                     | 1:1 Kurtić (63.) 2:1 Iličić (90.+4, Handelfmeter) | 0:1 Muriqi (58.) | Kosovo |
| Slowenien                                                     | Lovrić (9.), Mevlja (64.) | B. Berisha (16.), Vojvoda (45.), Rrahmani (90.+2), Zhegrova (90.+4) | Kosovo |
| 5. Spieltag                                                   | | |        |
| 15. November 2020 um 20:45 Uhr in Ljubljana (Stadion Stožice) | | |        |
| Schiedsrichter: Bartosz Frankowski ( Polen)                   | | |        |

### Griechenland – Slowenien 0:0
| Griechenland                                                                       | Griechenland | Slowenien | Slowenien |
| ---------------------------------------------------------------------------------- | --- | --- | --------- |
| Griechenland                                                                       | \| 6. Spieltag \| \| 18. November 2020 um 21:45 Uhr (20:45 Uhr MEZ) in Athen (Georgios-Kamaras-Stadion) \| \| Schiedsrichter: Carlos del Cerro Grande ( Spanien) \| | \| 6. Spieltag \| \| 18. November 2020 um 21:45 Uhr (20:45 Uhr MEZ) in Athen (Georgios-Kamaras-Stadion) \| \| Schiedsrichter: Carlos del Cerro Grande ( Spanien) \| | Slowenien |
| Griechenland                                                                       | Odisseas Vlachodimos – Charis Mavrias, Pantelis Hatzidiakos, Giorgos Tzavelas (79. Georgios Masouras), Kostas Tsimikas (90. Giorgos Kiriakopoulos) – Zeca (67. Christos Tzolis), Dimitrios Kourbelis – Dimitris Limnios, Anastasios Bakasetas , Konstantinos Fortounis – Giorgos Giakoumakis (46. Vangelis Pavlidis) Cheftrainer: John van ’t Schip ( Niederlande) | Jan Oblak – Petar Stojanović, Miha Blažič, Miha Mevlja, Jure Balkovec – Sandi Lovrić (90.+2 Nejc Skubic), Jaka Bijol (77. Amedej Vetrih), Jasmin Kurtić, Damjan Bohar (67. Benjamin Verbič) – Josip Iličić (90.+2 Kenan Bajrić), Haris Vučkić (76. Andraž Šporar) Cheftrainer: Matjaž Kek | Slowenien |
| Griechenland                                                                       | Tzavelas (56.), Bakasetas (85.), Kiriakopoulos (90.+4) | Bohar (6.), Kurtić (21.), Iličić (56.), Vetrih (81.), Balkovec (88.) | Slowenien |
| Griechenland                                                                       | Hatzidiakos (90.) | | Slowenien |
| 6. Spieltag                                                                        | | |           |
| 18. November 2020 um 21:45 Uhr (20:45 Uhr MEZ) in Athen (Georgios-Kamaras-Stadion) | | |           |
| Schiedsrichter: Carlos del Cerro Grande ( Spanien)                                 | | |           |

### Kosovo – Moldau 1:0 (1:0)
| Kosovo                                                            | Kosovo | Moldau | Moldau |
| ----------------------------------------------------------------- | --- | --- | ------ |
| Kosovo                                                            | \| 6. Spieltag \| \| 18. November 2020 um 20:45 Uhr in Pristina (Fadil-Vokrri-Stadion) \| \| Schiedsrichter: Roomer Tarajev ( Estland) \| | \| 6. Spieltag \| \| 18. November 2020 um 20:45 Uhr in Pristina (Fadil-Vokrri-Stadion) \| \| Schiedsrichter: Roomer Tarajev ( Estland) \| | Moldau |
| Kosovo                                                            | Samir Ujkani – Mërgim Vojvoda, Amir Rrahmani (20. Fidan Aliti), Ibrahim Drešević, Florent Hadergjonaj – Valon Berisha, Herolind Shala – Edon Zhegrova (83. Hekuran Kryeziu), Bersant Celina (90. Armend Thaci), Lirim Kastrati – Vedat Muriqi Cheftrainer: Muharrem Sahiti | Stanislav Namașco – Ion Jardan, Ștefan Efros, Igor Armaș , Sergiu Platica (38. Vadim Rață) – Artur Ionița (60. Mihail Caimacov), Eugeniu Cebotaru – Dan Spătaru (85. Alexandr Belousov), Iaser Țurcan, Oleg Reabciuk – Ion Nicolăescu Cheftrainer: Engin Fırat ( Türkei) | Moldau |
| Kosovo                                                            | 1:0 Kastrati (31.) | | Moldau |
| Kosovo                                                            | Muriqi (77.), Hadergjonaj (80.) | Nicolăescu (45.+4), Reabciuk (73.) | Moldau |
| Kosovo                                                            | Drešević (84.) | | Moldau |
| 6. Spieltag                                                       | | |        |
| 18. November 2020 um 20:45 Uhr in Pristina (Fadil-Vokrri-Stadion) | | |        |
| Schiedsrichter: Roomer Tarajev ( Estland)                         | | |        |

## Gruppe 4
| Pl. | Land       | Sp. | S | U | N | Tore    | Diff. | Punkte |
| --- | ---------- | --- | - | - | - | ------- | ----- | ------ |
| 1.  | Albanien   | 6   | 3 | 2 | 1 | 008:400 | +4    | 11     |
| 2.  | Belarus    | 6   | 3 | 1 | 2 | 010:800 | +2    | 10     |
| 3.  | Litauen    | 6   | 2 | 2 | 2 | 005:700 | −2    | 08     |
| 4.  | Kasachstan | 6   | 1 | 1 | 4 | 005:900 | −4    | 04     |

### Litauen – Kasachstan 0:2 (0:1)
| Litauen                                                                  | Litauen | Kasachstan | Kasachstan |
| ------------------------------------------------------------------------ | --- | --- | ---------- |
| Litauen                                                                  | \| 1. Spieltag \| \| 4. September 2020 um 19:00 Uhr (18:00 Uhr MESZ) in Vilnius (LFF-Stadion) \| \| Schiedsrichter: Rade Obrenović ( Slowenien) \| | \| 1. Spieltag \| \| 4. September 2020 um 19:00 Uhr (18:00 Uhr MESZ) in Vilnius (LFF-Stadion) \| \| Schiedsrichter: Rade Obrenović ( Slowenien) \| | Kasachstan |
| Litauen                                                                  | Džiugas Bartkus – Rolandas Baravykas (82. Ovidijus Verbickas), Markus Palionis, Edvinas Girdvainis, Saulius Mikoliūnas – Justas Lasickas, Modestas Vorobjovas, Domantas Šimkus, Gratas Sirgėdas (89. Martynas Dapkus), Donatas Kazlauskas – Fedor Černych (46. Karolis Laukžemis) Cheftrainer: Valdas Urbonas | Stas Pokatilow – Alexander Marotschkin, Sergei Malyj, Nuraly Älip – Marat Bystrow, Aibol Äbiken, Jurij Pertsuch (82. Islambek Quat), Jan Worogowski – Baqtijar Sainutdinow (30. Maxim Fedin), Bauyrschan Islamchan (70. Abat Ajymbetow), Ghafurschan Süjimbajew Cheftrainer: Michal Bílek ( Tschechien) | Kasachstan |
| Litauen                                                                  | 0:1 Sainutdinow (4.) 0:2 Quat (86.) | | Kasachstan |
| Litauen                                                                  | Palionis (22.), Mikoliūnas (33.), Sirgėdas (45.+1'), Baravykas (82.) | Malyj (49.), Äbiken (69.) | Kasachstan |
| 1. Spieltag                                                              | | |            |
| 4. September 2020 um 19:00 Uhr (18:00 Uhr MESZ) in Vilnius (LFF-Stadion) | | |            |
| Schiedsrichter: Rade Obrenović ( Slowenien)                              | | |            |

### Belarus – Albanien 0:2 (0:1)
| Belarus                                                                   | Belarus | Albanien | Albanien |
| ------------------------------------------------------------------------- | --- | --- | -------- |
| Belarus                                                                   | \| 1. Spieltag \| \| 4. September 2020 um 22:45 Uhr (20:45 Uhr MESZ) in Minsk (Dinamo-Stadion) \| \| Schiedsrichter: Kristoffer Karlsson ( Schweden) \| | \| 1. Spieltag \| \| 4. September 2020 um 22:45 Uhr (20:45 Uhr MESZ) in Minsk (Dinamo-Stadion) \| \| Schiedsrichter: Kristoffer Karlsson ( Schweden) \| | Albanien |
| Belarus                                                                   | Aljaksandr Hutar – Mikalaj Solatau (76. Maksim Skawysch), Aljaksandr Martynowitsch , Mikita Nawumau, Maksim Bardatschou – Pawel Njachajtschyk, Jauhen Jablonski (86. Iwan Bachar), Aljaksandr Sjaljawa (46. Andrej Chatschaturjan), Ihar Stassewitsch – Stanislau Drahun, Wital Lissakowitsch Cheftrainer: Michail Marchel | Thomas Strakosha – Elseid Hysaj , Kastriot Dermaku, Berat Djimsiti, Frédéric Veseli – Sokol Cikalleshi (72. Bekim Balaj), Keidi Bare, Klaus Gjasula, Amir Abrashi, Lorenc Trashi (68. Odise Roshi) – Rey Manaj (90. Enea Mihaj) Cheftrainer: Edoardo Reja ( Italien) | Albanien |
| Belarus                                                                   | 0:1 Cikalleshi (23.) 0:2 Bare (79.) | | Albanien |
| Belarus                                                                   | Drahun (82.) | Abrashi (75.) | Albanien |
| 1. Spieltag                                                               | | |          |
| 4. September 2020 um 22:45 Uhr (20:45 Uhr MESZ) in Minsk (Dinamo-Stadion) | | |          |
| Schiedsrichter: Kristoffer Karlsson ( Schweden)                           | | |          |

### Kasachstan – Belarus 1:2 (0:0)
| Kasachstan                                                                 | Kasachstan | Belarus | Belarus |
| -------------------------------------------------------------------------- | --- | --- | ------- |
| Kasachstan                                                                 | \| 2. Spieltag \| \| 7. September 2020 um 21:00 Uhr (16:00 Uhr MESZ) in Almaty (Zentralstadion) \| \| Schiedsrichter: Giorgi Kruaschwili ( Georgien) \| | \| 2. Spieltag \| \| 7. September 2020 um 21:00 Uhr (16:00 Uhr MESZ) in Almaty (Zentralstadion) \| \| Schiedsrichter: Giorgi Kruaschwili ( Georgien) \| | Belarus |
| Kasachstan                                                                 | Stas Pokatilow – Alexander Marotschkin, Sergei Malyj, Nuraly Älip – Jan Worogowski, Absal Beissebekow, Aibol Äbiken, Ghafurschan Süjimbajew – Maxim Fedin (64. Islambek Quat), Abat Ajymbetow (72. Sergei Chischnitschenko), Bauyrschan Islamchan (81. Jurij Pertsuch) Cheftrainer: Michal Bílek ( Tschechien) | Aljaksandr Hutar – Mikalaj Solatau, Aljaksandr Martynowitsch , Mikita Nawumau, Maksim Bardatschou – Pawel Njachajtschyk (80. Dsmitryj Padstrelau), Max Ebong (85. Andrej Chatschaturjan), Jauhen Jablonski, Ihar Stassewitsch – Stanislau Drahun, Maksim Skawysch (56. Wital Lissakowitsch) Cheftrainer: Michail Marchel | Belarus |
| Kasachstan                                                                 | 1:1 Ajymbetow (62.) | 0:1 Bardatschou (53.) 1:2 Lissakowitsch (86.) | Belarus |
| Kasachstan                                                                 | Beissebekow (15.), Süjimbajew (40.), Malyj (88.) | Ebong (73.) | Belarus |
| 2. Spieltag                                                                | | |         |
| 7. September 2020 um 21:00 Uhr (16:00 Uhr MESZ) in Almaty (Zentralstadion) | | |         |
| Schiedsrichter: Giorgi Kruaschwili ( Georgien)                             | | |         |

### Albanien – Litauen 0:1 (0:0)
| Albanien                                                       | Albanien | Litauen | Litauen |
| -------------------------------------------------------------- | --- | --- | ------- |
| Albanien                                                       | \| 2. Spieltag \| \| 7. September 2020 um 20:45 Uhr in Tirana (Air Albania Stadium) \| \| Schiedsrichter: Serhij Bojko ( Ukraine) \| | \| 2. Spieltag \| \| 7. September 2020 um 20:45 Uhr in Tirana (Air Albania Stadium) \| \| Schiedsrichter: Serhij Bojko ( Ukraine) \| | Litauen |
| Albanien                                                       | Thomas Strakosha – Elseid Hysaj , Berat Djimsiti, Kastriot Dermaku, Enea Mihaj – Qazim Laçi, Klaus Gjasula (60. Myrto Uzuni), Amir Abrashi – Armando Sadiku, Rey Manaj, Lorenc Trashi (60. Odise Roshi (75. Armando Broja)) Cheftrainer: Edoardo Reja ( Italien) | Tomas Švedkauskas – Egidijus Vaitkūnas, Markus Palionis, Edvinas Girdvainis, Saulius Mikoliūnas – Martynas Dapkus, Domantas Šimkus – Justas Lasickas (61. Gratas Sirgėdas), Modestas Vorobjovas, Donatas Kazlauskas (74. Ovidijus Verbickas) – Karolis Laukžemis (78. Daniel Romanovskij) Cheftrainer: Valdas Urbonas | Litauen |
| Albanien                                                       | 0:1 Kazlauskas (51.) | | Litauen |
| Albanien                                                       | Laçi (45.+1) | Kazlauskas (45.+3), Lasickas (56.), Vorobjovas (65.) | Litauen |
| Albanien                                                       | Hysaj (87.) | | Litauen |
| 2. Spieltag                                                    | | |         |
| 7. September 2020 um 20:45 Uhr in Tirana (Air Albania Stadium) | | |         |
| Schiedsrichter: Serhij Bojko ( Ukraine)                        | | |         |

### Kasachstan – Albanien 0:0
| Kasachstan                                                                | Kasachstan | Albanien | Albanien |
| ------------------------------------------------------------------------- | --- | --- | -------- |
| Kasachstan                                                                | \| 3. Spieltag \| \| 11. Oktober 2020 um 20:00 Uhr (15:00 Uhr MESZ) in Almaty (Zentralstadion) \| \| Schiedsrichter: Dumitri Muntean ( Moldau) \| | \| 3. Spieltag \| \| 11. Oktober 2020 um 20:00 Uhr (15:00 Uhr MESZ) in Almaty (Zentralstadion) \| \| Schiedsrichter: Dumitri Muntean ( Moldau) \| | Albanien |
| Kasachstan                                                                | Stas Pokatilow – Marat Bystrow, Alexander Marotschkin (46. Absal Beissebekow), Temirlan Jerlanow, Olschas Kerimschanow, Ghafurschan Süjimbajew – Islambek Quat (69. Juri Pertsuch), Asqat Taghybergen, Aibol Äbiken – Baqtijar Sainutdinow (86. Aibar Schaksylykow), Abat Ajymbetow (69. Maxim Fedin) Cheftrainer: Michal Bílek ( Tschechien) | Etrit Berisha – Kastriot Dermaku, Berat Djimsiti, Marash Kumbulla, Frédéric Veseli – Keidi Bare – Armando Broja, Amir Abrashi (86. Qazim Laçi), Sherif Kallaku, Lorenc Trashi (82. Hysen Memolla) – Rey Manaj (82. Taulant Seferi) Cheftrainer: Edoardo Reja ( Italien) | Albanien |
| Kasachstan                                                                | Süjimbajew (22.), Bystrow (32.) | Broja (41.), Dermaku (43.) | Albanien |
| 3. Spieltag                                                               | | |          |
| 11. Oktober 2020 um 20:00 Uhr (15:00 Uhr MESZ) in Almaty (Zentralstadion) | | |          |
| Schiedsrichter: Dumitri Muntean ( Moldau)                                 | | |          |

### Litauen – Belarus 2:2 (1:0)
| Litauen                                                                 | Litauen | Belarus | Belarus |
| ----------------------------------------------------------------------- | --- | --- | ------- |
| Litauen                                                                 | \| 3. Spieltag \| \| 11. Oktober 2020 um 19:00 Uhr (18:00 Uhr MESZ) in Vilnius (LFF-Stadion) \| \| Schiedsrichter: Julian Weinberger ( Österreich) \| | \| 3. Spieltag \| \| 11. Oktober 2020 um 19:00 Uhr (18:00 Uhr MESZ) in Vilnius (LFF-Stadion) \| \| Schiedsrichter: Julian Weinberger ( Österreich) \| | Belarus |
| Litauen                                                                 | Tomas Švedkauskas – Saulius Mikoliūnas , Markus Palionis, Edvinas Girdvainis, Egidijus Vaitkūnas (64. Markas Beneta) – Domantas Šimkus (72. Martynas Dapkus) – Arvydas Novikovas (72. Fedor Černych), Modestas Vorobjovas, Gratas Sirgėdas (72. Paulius Golubickas), Justas Lasickas – Donatas Kazlauskas (60. Karolis Laukžemis) Cheftrainer: Valdas Urbonas | Jahor Chatkewitsch – Mikalaj Solatau, Aljaksandr Martynowitsch , Aljaksandr Satschyuka, Kiryl Pjatschenin – Raman Jusaptschuk (69. Dsmitryj Padstrelau), Max Ebong (80. Andrej Chatschaturjan), Iwan Majeuski, Ihar Stassewitsch (80. Iwan Bachar) – Waleryj Hramyka (57. Wital Lissakowitsch), Maksim Skawysch (57. Dsjanis Lapzeu) Cheftrainer: Michail Marchel | Belarus |
| Litauen                                                                 | 1:0 Novikovas (7.) 2:2 Laukžemis (75.) | 1:1 Lissakowitsch (59., Foulelfmeter) 1:2 Satschyuka (66.) | Belarus |
| Litauen                                                                 | Kazlauskas (56.), Vaitkūnas (58.), Dapkus (88.), Vorobjovas (90.) | Hramyka (20.), Ebong (27.) | Belarus |
| 3. Spieltag                                                             | | |         |
| 11. Oktober 2020 um 19:00 Uhr (18:00 Uhr MESZ) in Vilnius (LFF-Stadion) | | |         |
| Schiedsrichter: Julian Weinberger ( Österreich)                         | | |         |

### Litauen – Albanien 0:0
| Litauen                                                                 | Litauen | Albanien | Albanien |
| ----------------------------------------------------------------------- | --- | --- | -------- |
| Litauen                                                                 | \| 4. Spieltag \| \| 14. Oktober 2020 um 19:00 Uhr (18:00 Uhr MESZ) in Vilnius (LFF-Stadion) \| \| Schiedsrichter: Karim Abed ( Frankreich) \| | \| 4. Spieltag \| \| 14. Oktober 2020 um 19:00 Uhr (18:00 Uhr MESZ) in Vilnius (LFF-Stadion) \| \| Schiedsrichter: Karim Abed ( Frankreich) \| | Albanien |
| Litauen                                                                 | Tomas Švedkauskas – Saulius Mikoliūnas (69. Egidijas Vaitkūnas), Markus Palionis, Edvinas Girdvainis, Markas Beneta – Domantas Šimkus, Martynas Dapkus – Arvydas Novikovas, Paulius Golubickas (46. Gratas Sirgėdas), Justas Lasickas (90.+1 Ovidijus Verbickas) – Karolis Laukžemis (87. Fedor Černych) Cheftrainer: Valdas Urbonas | Etrit Berisha – Frédéric Veseli, Berat Djimsiti, Kastriot Dermaku, Marash Kumbulla (57. Enea Mihaj) – Qazim Laçi (63. Endri Çekiçi), Keidi Bare – Taulant Seferi (78. Rey Manaj), Amir Abrashi, Ermir Lenjani (46. Lorenc Trashi) – Armando Broja (57. Giacomo Vrioni) Cheftrainer: Edoardo Reja ( Italien) | Albanien |
| Litauen                                                                 | Dapkus (21.) | Laci (23.), Kumbulla (32.), Bare (66.) | Albanien |
| 4. Spieltag                                                             | | |          |
| 14. Oktober 2020 um 19:00 Uhr (18:00 Uhr MESZ) in Vilnius (LFF-Stadion) | | |          |
| Schiedsrichter: Karim Abed ( Frankreich)                                | | |          |

### Belarus – Kasachstan 2:0 (1:0)
| Belarus                                                                  | Belarus | Kasachstan | Kasachstan |
| ------------------------------------------------------------------------ | --- | --- | ---------- |
| Belarus                                                                  | \| 4. Spieltag \| \| 14. Oktober 2020 um 22:45 Uhr (20:45 Uhr MESZ) in Minsk (Dinamo-Stadion) \| \| Schiedsrichter: Aleksandar Stavrev ( Nordmazedonien) \| | \| 4. Spieltag \| \| 14. Oktober 2020 um 22:45 Uhr (20:45 Uhr MESZ) in Minsk (Dinamo-Stadion) \| \| Schiedsrichter: Aleksandar Stavrev ( Nordmazedonien) \| | Kasachstan |
| Belarus                                                                  | Aljaksandr Hutar – Dsjanis Paljakou, Mikita Nawumau, Aljaksandr Satschyuka (42. Maksim Bardatschou), Kiryl Pjatschenin (66. Mikalaj Solatau) – Raman Jusaptschuk, Iwan Majeuski (46. Andrej Chatschaturjan), Jauhen Jablonski, Ihar Stassewitsch (66. Uladsislau Klimowitsch) – Wital Lissakowitsch (66. Iwan Bachar), Maksim Skawysch Cheftrainer: Michail Marchel | Stas Pokatilow – Marat Bystrow (78. Absal Beissebekow), Olschas Kerimschanow, Sergei Malyj, Temirlan Jerlanow, Timur Dosmagambetow – Baqtijar Sainutdinow, Aibol Äbiken (57. Islambek Quat), Asqat Taghybergen – Abat Ajymbetow (57. Aibar Schaksylykow), Wladislaw Wasiljew (78. Duman Narsildajew) Cheftrainer: Michal Bílek ( Tschechien) | Kasachstan |
| Belarus                                                                  | 1:0 Jablonski (36.) 2:0 Jusaptschuk (90.+3) | | Kasachstan |
| Belarus                                                                  | Malyj (16.) | | Kasachstan |
| 4. Spieltag                                                              | | |            |
| 14. Oktober 2020 um 22:45 Uhr (20:45 Uhr MESZ) in Minsk (Dinamo-Stadion) | | |            |
| Schiedsrichter: Aleksandar Stavrev ( Nordmazedonien)                     | | |            |

### Belarus – Litauen 2:0 (2:0)
| Belarus                                                                  | Belarus | Litauen | Litauen |
| ------------------------------------------------------------------------ | --- | --- | ------- |
| Belarus                                                                  | \| 5. Spieltag \| \| 15. November 2020 um 20:00 Uhr (18:00 Uhr MEZ) in Minsk (Dinamo-Stadion) \| \| Schiedsrichter: Chris Kavanagh ( England) \| | \| 5. Spieltag \| \| 15. November 2020 um 20:00 Uhr (18:00 Uhr MEZ) in Minsk (Dinamo-Stadion) \| \| Schiedsrichter: Chris Kavanagh ( England) \| | Litauen |
| Belarus                                                                  | Jahor Chatkewitsch – Raman Jusaptschuk, Dsjanis Paljakou, Aljaksandr Satschyuka, Maksim Bardatschou – Max Ebong, Juryj Kendysch (58. Iwan Majeuski), Jauhen Jablonski, Ihar Stassewitsch (82. Dsmitryj Anzileuski) – Wital Lissakowitsch (72. Iwan Bachar), Maksim Skawysch (82. Uladsislau Klimowitsch) Cheftrainer: Michail Marchel | Tomas Švedkauskas – Egidijus Vaitkūnas, Vytas Gašpuitis, Edvinas Girdvainis, Markas Beneta – Edgaras Utkus (75. Daniel Romanovskij), Vykintas Slivka – Arvydas Novikovas (82. Deimantas Petravičius), Tautvydas Eliošius (55. Gratas Sirgėdas), Justas Lasickas (46. Karolis Laukžemis) – Donatas Kazlauskas (55. Ernestis Veliulis) Cheftrainer: Valdas Urbonas | Litauen |
| Belarus                                                                  | 1:0 Jablonski (5.) 2:0 Ebong (20.) | | Litauen |
| Belarus                                                                  | Jusaptschuk (24.) | Lasickas (30.), Girdvainis (33.) | Litauen |
| 5. Spieltag                                                              | | |         |
| 15. November 2020 um 20:00 Uhr (18:00 Uhr MEZ) in Minsk (Dinamo-Stadion) | | |         |
| Schiedsrichter: Chris Kavanagh ( England)                                | | |         |

### Albanien – Kasachstan 3:1 (2:1)
| Albanien                                                       | Albanien | Kasachstan | Kasachstan |
| -------------------------------------------------------------- | --- | --- | ---------- |
| Albanien                                                       | \| 5. Spieltag \| \| 15. November 2020 um 18:00 Uhr in Tirana (Air Albania Stadium) \| \| Schiedsrichter: Javier Estrada Fernández ( Spanien) \| | \| 5. Spieltag \| \| 15. November 2020 um 18:00 Uhr in Tirana (Air Albania Stadium) \| \| Schiedsrichter: Javier Estrada Fernández ( Spanien) \| | Kasachstan |
| Albanien                                                       | Etrit Berisha – Frédéric Veseli, Ardian Ismajli, Berat Djimsiti – Elseid Hysaj, Amir Abrashi, Sherif Kallaku (54. Klaus Gjasula), Ledian Memushaj (87. Lindon Selahi) – Sokol Cikalleshi (86. Taulant Seferi) – Myrto Uzuni (67. Albi Doka), Rey Manaj (86. Bekim Balaj) Cheftrainer: Edoardo Reja ( Italien) | Stas Pokatilow – Jan Worogowski, Aleksandr Marotschkin, Olschas Kerimschanow (46. Maxim Fedin), Nuraly Älip – Absal Beissebekow, Islambek Quat (88. Aslan Darabajew), Aibol Äbiken (46. Asqat Taghybergen), Ghafurschan Süjimbajew (71. Marat Bystrow) – Abat Ajymbetow (71. Sergei Chischnitschenko), Alexei Schtschotkin Cheftrainer: Michal Bílek ( Tschechien) | Kasachstan |
| Albanien                                                       | 1:0 Cikalleshi (16.) 2:0 Ismajli (23.) 3:1 Manaj (63., Foulelfmeter) | 2:1 Äbiken (25.) | Kasachstan |
| Albanien                                                       | Abrashi (31.) | Kerimschanow (1.), Älip (34.), Süjimbajew (70.) | Kasachstan |
| 5. Spieltag                                                    | | |            |
| 15. November 2020 um 18:00 Uhr in Tirana (Air Albania Stadium) | | |            |
| Schiedsrichter: Javier Estrada Fernández ( Spanien)            | | |            |

### Albanien – Belarus 3:2 (3:1)
| Albanien                                                       | Albanien | Belarus | Belarus |
| -------------------------------------------------------------- | --- | --- | ------- |
| Albanien                                                       | \| 6. Spieltag \| \| 18. November 2020 um 16:00 Uhr in Tirana (Air Albania Stadium) \| \| Schiedsrichter: Radu Petrescu ( Rumänien) \| | \| 6. Spieltag \| \| 18. November 2020 um 16:00 Uhr in Tirana (Air Albania Stadium) \| \| Schiedsrichter: Radu Petrescu ( Rumänien) \| | Belarus |
| Albanien                                                       | Etrit Berisha – Albi Doka, Berat Djimsiti, Frédéric Veseli, Ardian Ismajli – Ledian Memushaj (64. Lindon Selahi), Klaus Gjasula, Hysen Memolla – Qazim Laçi (90.+2 Ylber Ramadani), Sokol Cikalleshi (64. Bekim Balaj), Rey Manaj (71. Myrto Uzuni) Cheftrainer: Edoardo Reja ( Italien) | Jahor Chatkewitsch – Raman Jusaptschuk, Dsjanis Paljakou, Aljaksandr Satschyuka, Maksim Bardatschou (46. Kiryl Pjatschenin) – Max Ebong, Iwan Majeuski (77. Dsmitryj Anzileuski), Jauhen Jablonski (63. Juryj Kendysch), Ihar Stassewitsch – Wital Lissakowitsch (77. Dsjanis Lapzeu), Maksim Skawysch (86. Uladsislau Klimowitsch) Cheftrainer: Michail Marchel | Belarus |
| Albanien                                                       | 1:0 Cikalleshi (20.) 2:0 Cikalleshi (27., Foulelfmeter) 3:1 Manaj (44.) | 2:1 Skawysch (35.) 3:2 Ebong (80.) | Belarus |
| Albanien                                                       | Gjasula (83.), Uzuni (90.+2) | Bardatschou (32.), Lissakowitsch (88.), Stassewitsch (89.) | Belarus |
| 6. Spieltag                                                    | | |         |
| 18. November 2020 um 16:00 Uhr in Tirana (Air Albania Stadium) | | |         |
| Schiedsrichter: Radu Petrescu ( Rumänien)                      | | |         |

### Kasachstan – Litauen 1:2 (1:1)
| Kasachstan                                                                | Kasachstan | Litauen | Litauen |
| ------------------------------------------------------------------------- | --- | --- | ------- |
| Kasachstan                                                                | \| 6. Spieltag \| \| 18. November 2020 um 21:00 Uhr (16:00 Uhr MEZ) in Almaty (Zentralstadion) \| \| Schiedsrichter: Hüseyin Göçek ( Türkei) \| | \| 6. Spieltag \| \| 18. November 2020 um 21:00 Uhr (16:00 Uhr MEZ) in Almaty (Zentralstadion) \| \| Schiedsrichter: Hüseyin Göçek ( Türkei) \| | Litauen |
| Kasachstan                                                                | Stas Pokatilow – Alexander Marotschkin, Juri Logwinenko, Nuraly Älip (87. Sergei Chischnitschenko) – Jan Worogowski, Asqat Taghybergen, Aibol Äbiken, Timur Dosmagambetow (69. Dmitri Miroschnitschenko) – Islambek Quat , Alexei Schtschotkin, Abat Ajymbetow (69. Toqtar Schanghylyschbai) Cheftrainer: Michal Bílek ( Tschechien) | Tomas Švedkauskas – Saulius Mikoliūnas , Markas Beneta, Edvinas Girdvainis, Egidijus Vaitkūnas (46. Vytas Gašpuitis) – Domantas Šimkus, Modestas Vorobjovas – Arvydas Novikovas, Vykintas Slivka (76. Donatas Kazlauskas), Gratas Sirgėdas (66. Tautvydas Eliošius) – Karolis Laukžemis (84. Deimantas Petravičius) Cheftrainer: Valdas Urbonas | Litauen |
| Kasachstan                                                                | 1:0 Ajymbetow (38.) | 1:1 Vorobjovas (40.) 1:2 Novikovas (90.+4) | Litauen |
| Kasachstan                                                                | Worogowski (2.), Äbiken (81.) | Mikoliūnas (9.), Šimkus (33.), Laukžemis (58.) | Litauen |
| Kasachstan                                                                | Quat (50.) | | Litauen |
| 6. Spieltag                                                               | | |         |
| 18. November 2020 um 21:00 Uhr (16:00 Uhr MEZ) in Almaty (Zentralstadion) | | |         |
| Schiedsrichter: Hüseyin Göçek ( Türkei)                                   | | |         |

## Play-outs
Die Viertplatzierten der vier Gruppen ermitteln in Hin- und Rückspiel zwei Absteiger in die Liga D. Die Partien sind an den gleichen Tagen wie die Qualifikations-Play-offs zur WM 2022 angesetzt.
Die betreffenden Mannschaften spielen dabei wie folgt gegeneinander:
- bester Viertplatzierter gegen viertbester Viertplatzierter
- zweitbester Viertplatzierter gegen drittbester Viertplatzierter

Die jeweils besser platzierte Mannschaft bestreitet das Hinspiel auswärts. Die nach Hin- und Rückspiel unterlegenen Mannschaften steigen in die Liga D ab.

### Rangliste der Gruppenvierten
| Pl. | Land       | Sp. | S | U | N | Tore    | Diff. | Punkte |
| --- | ---------- | --- | - | - | - | ------- | ----- | ------ |
| 1.  | Kasachstan | 6   | 1 | 1 | 4 | 005:900 | −4    | 04     |
| 2.  | Zypern     | 6   | 1 | 1 | 4 | 002:100 | −8    | 04     |
| 3.  | Estland    | 6   | 0 | 3 | 3 | 005:900 | −4    | 03     |
| 4.  | Moldau     | 6   | 0 | 1 | 5 | 001:110 | −10   | 01     |

### Hinspiele

#### Moldau – Kasachstan 1:2 (1:0)
| Moldau                                                                    | Moldau | Kasachstan | Kasachstan |
| ------------------------------------------------------------------------- | --- | --- | ---------- |
| Moldau                                                                    | \| Play-outs, Hinspiel \| \| 24. März 2022 um 19:00 Uhr (18:00 Uhr MEZ) in Chișinău (Stadionul Zimbru) \| \| Schiedsrichter: Anastasios Sidiropoulos ( Griechenland) \|                                                                   | \| Play-outs, Hinspiel \| \| 24. März 2022 um 19:00 Uhr (18:00 Uhr MEZ) in Chișinău (Stadionul Zimbru) \| \| Schiedsrichter: Anastasios Sidiropoulos ( Griechenland) \| | Kasachstan |
| Moldau                                                                    | Stanislav Namașco – Ioan-Călin Revenco, Veaceslav Posmac, Vadim Bolohan, Daniel Dumbravanu, Oleg Reabciuk – Vadim Rață, Artur Ioniță , Mihail Plătică (76. Radu Gînsari) – Mihail Caimacov, Ion Nicolăescu Cheftrainer: Serghei Cleșcenco | Igor Schatsky – Marat Bystrow, Sergei Maly, Alexander Marotschkin, Nuraly Älip, Ghafurschan Süjimbajew – Duman Narsildajew (46. Aibol Äbiken), Asqat Taghybergen (84. Absal Beissebekow), Wladislaw Wasiljew (65. Aibar Schaksylykow) – Baqtijar Sainutdinow, Alexei Schtschotkin (64. Roman Murtasajew) Cheftrainer: Andrei Karpowitsch | Kasachstan |
| Moldau                                                                    | 1:0 Nicolăescu (45.+1) | 1:1 Maly (64.) 1:2 Posmac (79., Eigentor) | Kasachstan |
| Moldau                                                                    | Reabciuk (63.) | Süjimbajew (72.), Maly (75.) | Kasachstan |
| Play-outs, Hinspiel                                                       | | |            |
| 24. März 2022 um 19:00 Uhr (18:00 Uhr MEZ) in Chișinău (Stadionul Zimbru) | | |            |
| Schiedsrichter: Anastasios Sidiropoulos ( Griechenland)                   | | |            |

#### Estland – Zypern 0:0
| Estland                                                                 | Estland | Zypern | Zypern |
| ----------------------------------------------------------------------- | --- | --- | ------ |
| Estland                                                                 | \| Play-outs, Hinspiel \| \| 24. März 2022 um 19:00 Uhr (18:00 Uhr MEZ) in Tallinn (A. Le Coq Arena) \| \| Schiedsrichter: William Collum ( Schottland) \| | \| Play-outs, Hinspiel \| \| 24. März 2022 um 19:00 Uhr (18:00 Uhr MEZ) in Tallinn (A. Le Coq Arena) \| \| Schiedsrichter: William Collum ( Schottland) \| | Zypern |
| Estland                                                                 | Matvei Igonen – Maksim Paskotši (80. Sander Puri), Joonas Tamm, Ragnar Klavan, Karol Mets, Henrik Ojamaa – Mattias Käit, Vladislav Kreida, Konstantin Vassiljev – Henri Anier (72. Sergei Zenjov), Rauno Sappinen (90.+2 Erik Sorga) Cheftrainer: Thomas Häberli ( Schweiz) | Neofytos Michael – Alex Gogić, Charalambos Kyriakou, Nicolas Panayiotou – Minas Antoniou, Kostakis Artymatas , Grigoris Kastanos, Nicholas Ioannou – Fotios Papoulis (90.+2 Danilo Špoljarić), Pieros Sotiriou (90.+2 Andronikos Kakoullis), Ioannis Pittas (70. Dimitris Christofi) Cheftrainer: Nikos Kostenoglou ( Griechenland) | Zypern |
| Estland                                                                 | Sappinen (62.), Kreida (73.) | Artymatas (39.), Antoniou (57.), Papoulis (74.) | Zypern |
| Play-outs, Hinspiel                                                     | | |        |
| 24. März 2022 um 19:00 Uhr (18:00 Uhr MEZ) in Tallinn (A. Le Coq Arena) | | |        |
| Schiedsrichter: William Collum ( Schottland)                            | | |        |

### Rückspiele

#### Kasachstan – Moldau 0:1 n. V., 5:4 i. E.
| Kasachstan                                                               | Kasachstan | Moldau | Moldau |
| ------------------------------------------------------------------------ | --- | --- | ------ |
| Kasachstan                                                               | \| Play-outs, Rückspiel \| \| 29. März 2022 um 20:00 Uhr (16:00 Uhr MESZ) in Nur-Sultan (Astana Arena) \| \| Schiedsrichter: Ivan Kružliak ( Slowakei) \| | \| Play-outs, Rückspiel \| \| 29. März 2022 um 20:00 Uhr (16:00 Uhr MESZ) in Nur-Sultan (Astana Arena) \| \| Schiedsrichter: Ivan Kružliak ( Slowakei) \|                                                                                                | Moldau |
| Kasachstan                                                               | Igor Schatsky – Sergei Maly, Alexander Marotschkin, Nuraly Älip (103. Absal Beissebekow) – Marat Bystrow (66. Bagdat Kairow), Islambek Quat, Asqat Taghybergen (103. Georgi Schukow), Wladislaw Wasiljew (66. Aibar Schaksylykow), Ghafurschan Süjimbajew (46. Timur Dosmagambetow) – Abat Ajymbetow (116. Aibol Äbiken), Baqtijar Sainutdinow Cheftrainer: Andrei Karpowitsch | Dorian Railean – Ioan-Călin Revenco, Veaceslav Posmac, Vadim Bolohan (64. Artur Crăciun), Igor Armaș, Oleg Reabciuk – Mihail Caimacov, Vadim Rață, Mihail Plătică (69. Dmitri Mandrîcenco), Artur Ioniță – Ion Nicolăescu Cheftrainer: Serghei Cleșcenco | Moldau |
| Kasachstan                                                               | 0:1 Armaș (13.) | | Moldau |
| Kasachstan                                                               | Elfmeterschießen | | Moldau |
| Kasachstan                                                               | 1:1 Äbiken Railean hält gegen Beissebekow 2:3 Dosmagambetow 3:4 Sainutdinow 4:4 Schaksylykow 5:4 Schukow | 0:1 Caimacov 1:2 Armaș 1:3 Mandrîcenco 2:4 Crăciun Schatsky hält gegen Nicolăescu Revenco schießt über das Tor | Moldau |
| Kasachstan                                                               | Wassiljew (44.), Älip (87.), Dosmagambetow (117.) | Rață (27.), Reabciuk (73.), Armaș (80.), Mandrîcenco (85.), Ioniță (120.+2) | Moldau |
| Play-outs, Rückspiel                                                     | | |        |
| 29. März 2022 um 20:00 Uhr (16:00 Uhr MESZ) in Nur-Sultan (Astana Arena) | | |        |
| Schiedsrichter: Ivan Kružliak ( Slowakei)                                | | |        |

#### Zypern – Estland 2:0 (1:0)
| Zypern                                                                                    | Zypern | Estland | Estland |
| ----------------------------------------------------------------------------------------- | --- | --- | ------- |
| Zypern                                                                                    | \| Play-outs, Rückspiel \| \| 29. März 2022 um 19:00 Uhr (18:00 Uhr MESZ) in Larnaka (AEK Arena – Georgios Karapatakis) \| \| Schiedsrichter: Artur Dias ( Portugal) \| | \| Play-outs, Rückspiel \| \| 29. März 2022 um 19:00 Uhr (18:00 Uhr MESZ) in Larnaka (AEK Arena – Georgios Karapatakis) \| \| Schiedsrichter: Artur Dias ( Portugal) \| | Estland |
| Zypern                                                                                    | Neofytos Michael – Nikolas Panayiotou, Charalambos Kyriakou, Alex Gogić – Minas Antoniou (83. Evangelos Kyriacou), Danilo Špoljarić, Kostakis Artymatas , Fotis Papoulis (90. Ioannis Pittas), Nicholas Ioannou – Marinos Tzionis (79. Andreas Avraam), Pieros Sotiriou (79. Dimitris Christofi) Cheftrainer: Nikos Kostenoglou ( Griechenland) | Matvei Igonen – Karol Mets, Joonas Tamm, Ragnar Klavan, Marco Lukka (54. Erik Sorga), Henrik Ojamaa – Konstantin Vassiljev , Vladislav Kreida, Vlasiy Sinyavskiy (46. Sander Puri) – Rauno Sappinen (88. Robert Kirss), Henri Anier (46. Sergei Zenjov) Cheftrainer: Thomas Häberli ( Schweiz) | Estland |
| Zypern                                                                                    | 1:0 Tzionis (19.) 2:0 Sotiriou (51.) | | Estland |
| Zypern                                                                                    | Špoljarić (43.) | Tamm (13.), Mets (87.) | Estland |
| Zypern                                                                                    | Špoljarić (47.) | | Estland |
| Play-outs, Rückspiel                                                                      | | |         |
| 29. März 2022 um 19:00 Uhr (18:00 Uhr MESZ) in Larnaka (AEK Arena – Georgios Karapatakis) | | |         |
| Schiedsrichter: Artur Dias ( Portugal)                                                    | | |         |